# Lista di Game & Watch
Questa è una lista di Game & Watch pubblicati da Nintendo, assieme alla serie a cui appartengono, la data di commercializzazione (se conosciuta) e il numero di modello.

## B

### Balloon Fight

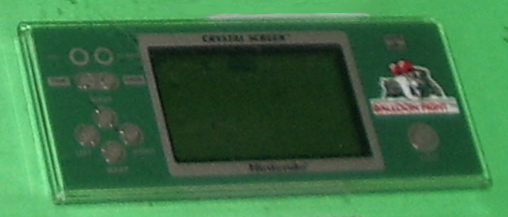
Balloon Fight, BF-803

Serie Crystal Screen, novembre 1986, BF-803; CPU Sharp SM511.

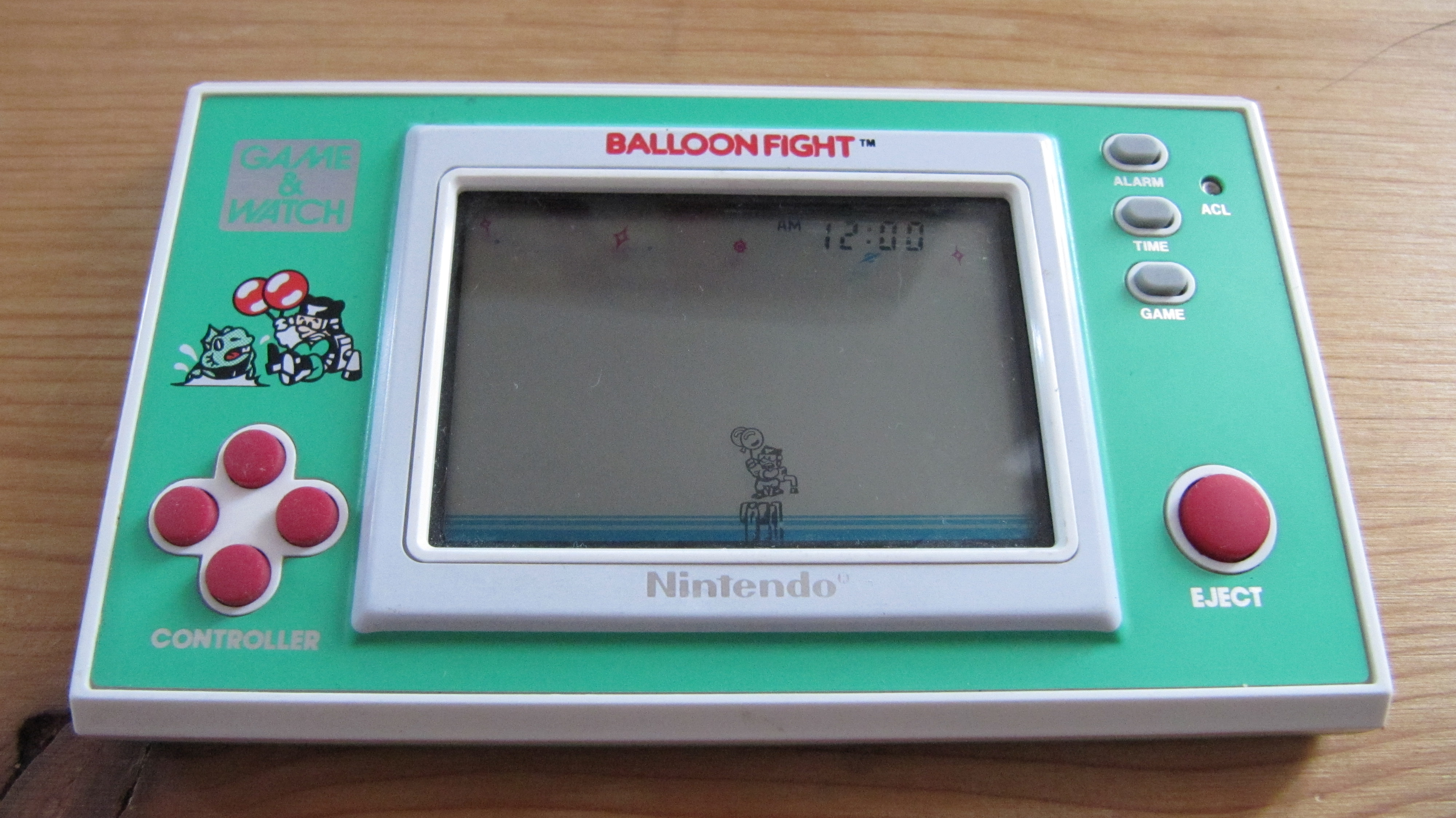
Balloon Fight, BF-107

Serie New Wide Screen, marzo 1988, BF-107; CPU Sharp SM511.

### Ball

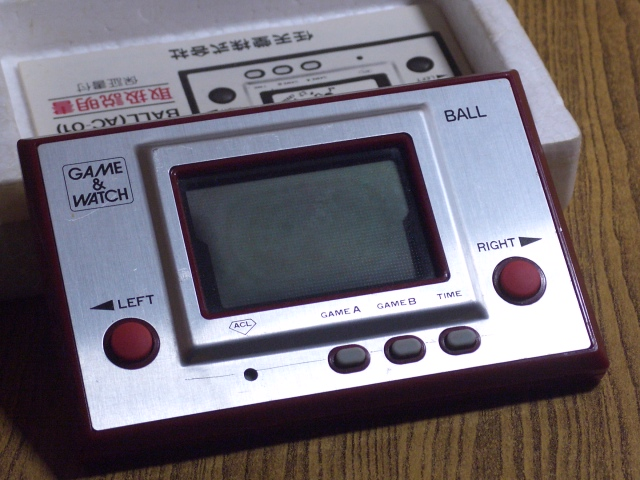
Ball (AC-01)

Serie Silver, 28 aprile 1980, AC-01; CPU Sharp SM5A.
Ball è il primo gioco della serie Game & Watch.
Il giocatore lancia tre palle in aria. Quando le palle iniziano a cadere, il giocatore deve afferrarle e rilanciarle nuovamente, guadagnando un punto per ogni palla. Lasciar cadere una palla equivale a terminare la partita. Lo scopo del gioco è di continuare ad afferrare e rilanciare le palle, come fa un giocoliere.
Il gioco Ball appare anche nella Game Boy Gallery del 1994. Nel 1998 viene incluso nella raccolta Game & Watch Gallery 2, e dal 15 luglio 2009 viene distribuito come gioco DSiWare. Ball fa anche un'apparizione in Super Smash Bros. Melee e Super Smash Bros. Brawl come una mossa speciale per Mr. Game & Watch, usata per divincolarsi da un avversario che lo ha afferrato.
Negli USA è stata distribuita col nome Toss-Up da Mego nella serie Time-Out.

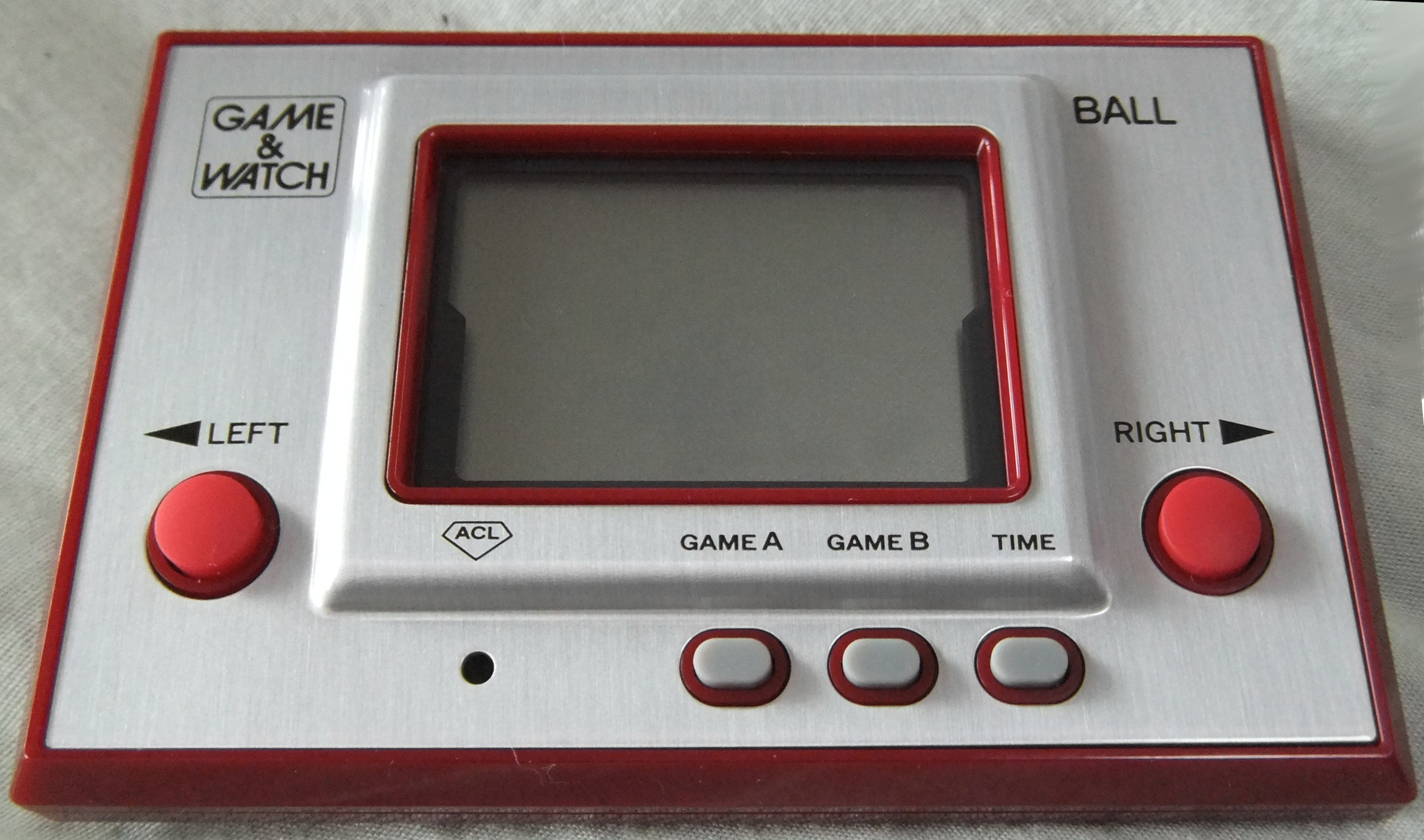
Ball (RGW-001)

Serie Silver, Giappone 2009/USA 2011, RGW-001; CPU ATmega169PV MCU.
Versione commemorativa per il trentesimo anniversario del gioco, disponibile unicamente agli appartenenti al Club Nintendo. Distribuito in Giappone nel 2009 e negli USA nel 2011.

### Black Jack

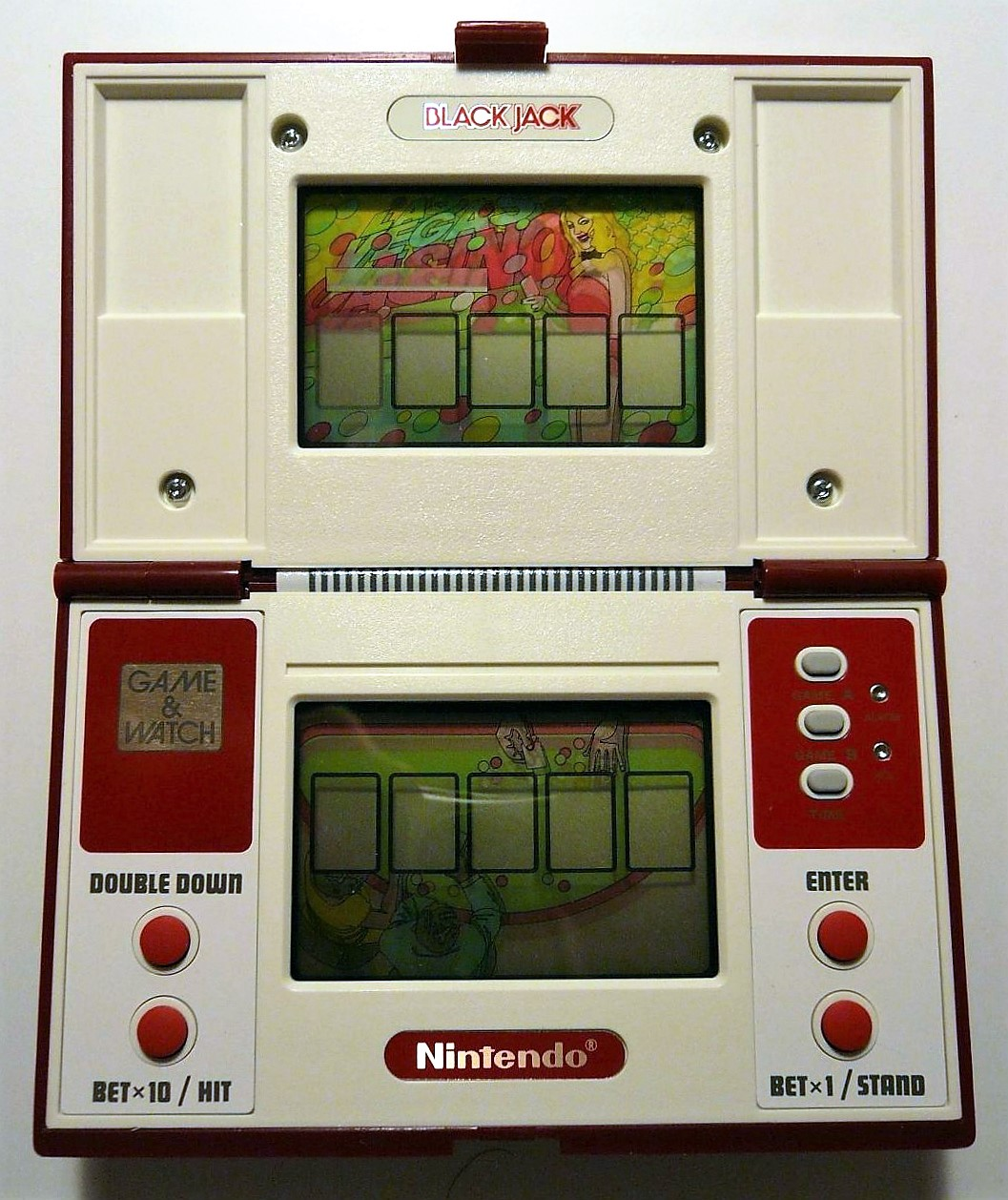
Black Jack

Serie Multi Screen, 15 febbraio 1985, BJ-60; CPU Sharp SM512.

### Bomb Sweeper

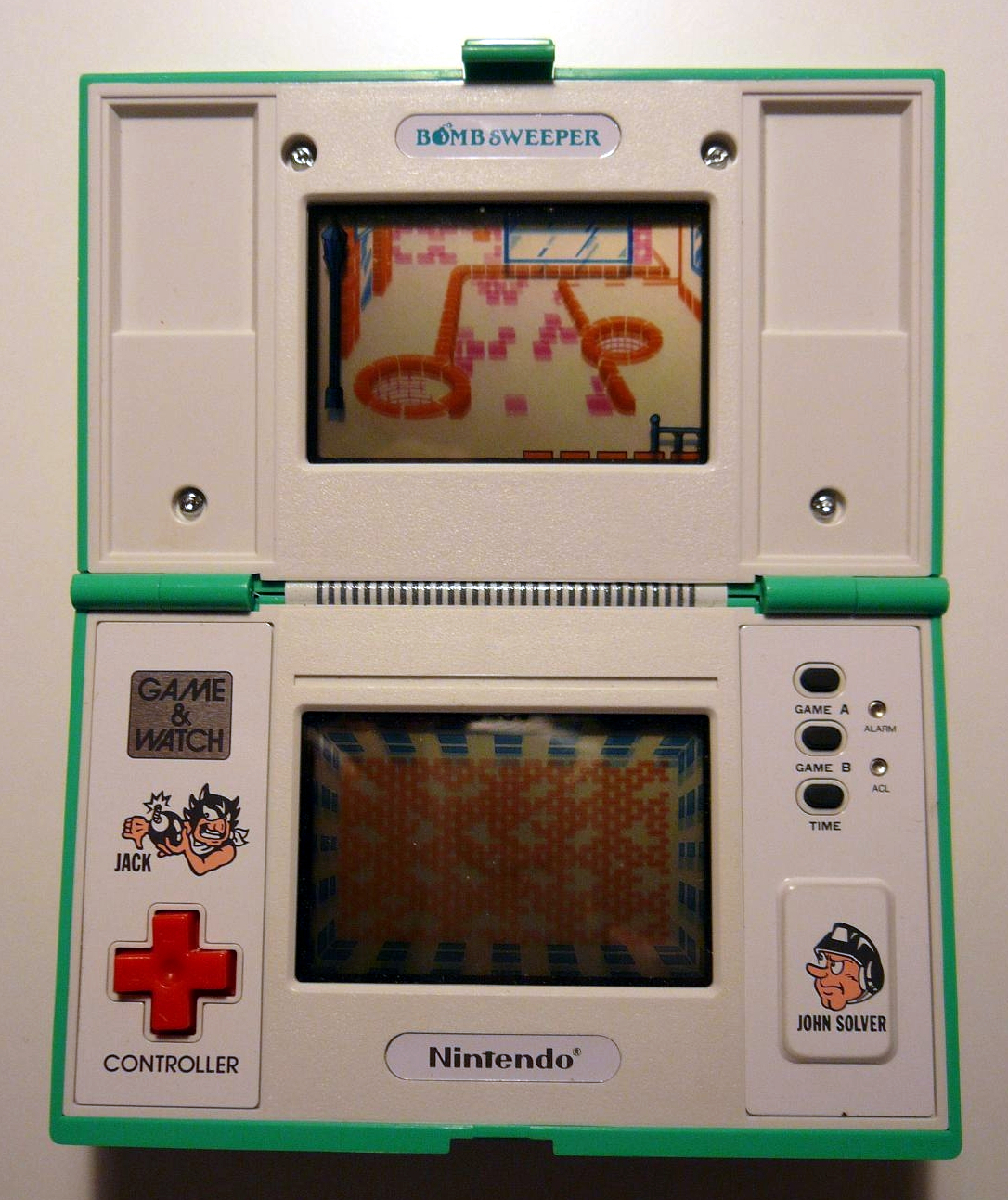
Bombsweeper

Serie Multi Screen, giugno 1987, BD-62; CPU Sharp SM512.
In questo Multi Screen, un bandito di nome Dynamite Jack ha disposto degli esplosivi nelle fognature della città e John Solver, il protagonista di questo gioco, è stato chiamato per disinnescarli.

### Boxing

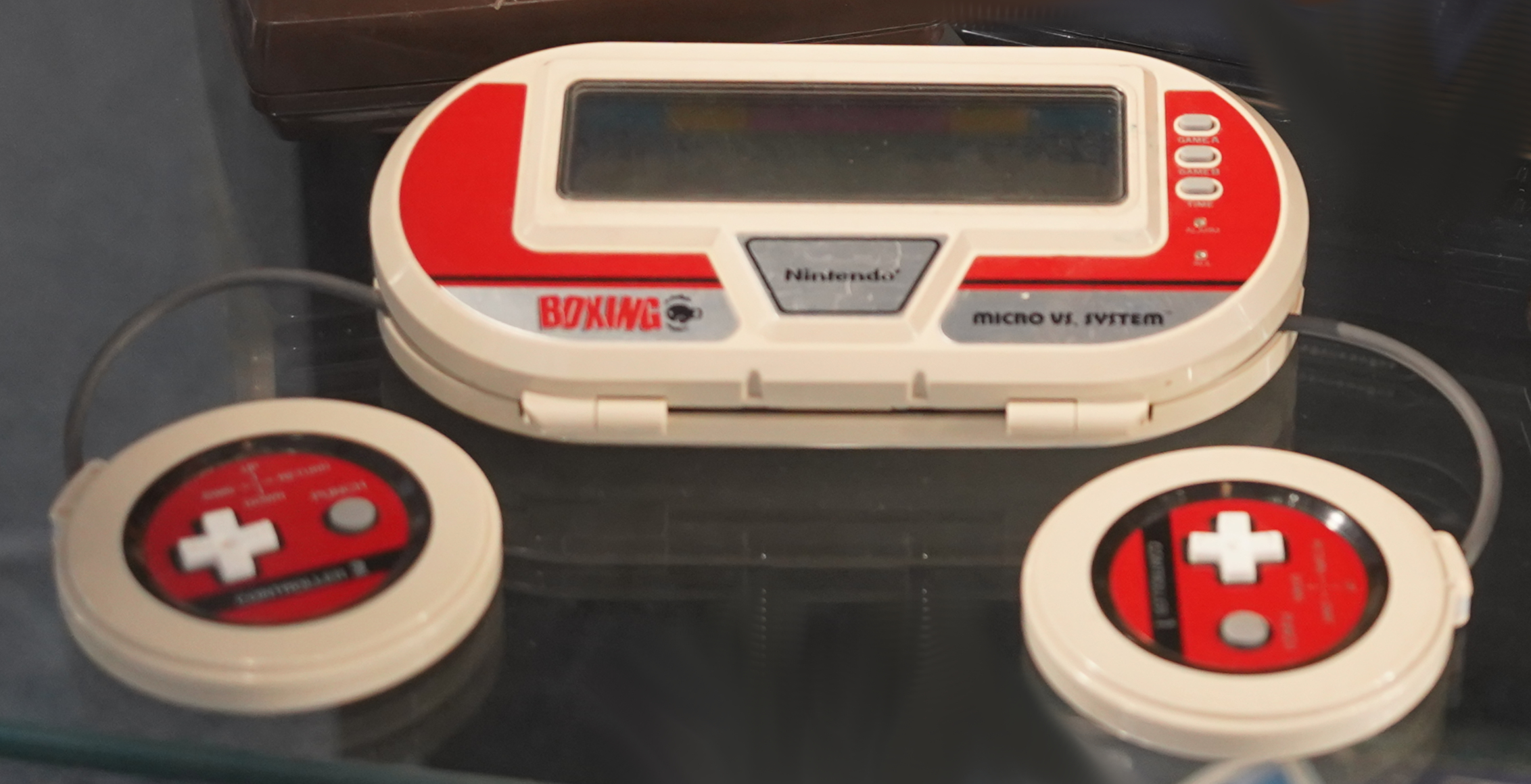
Boxing

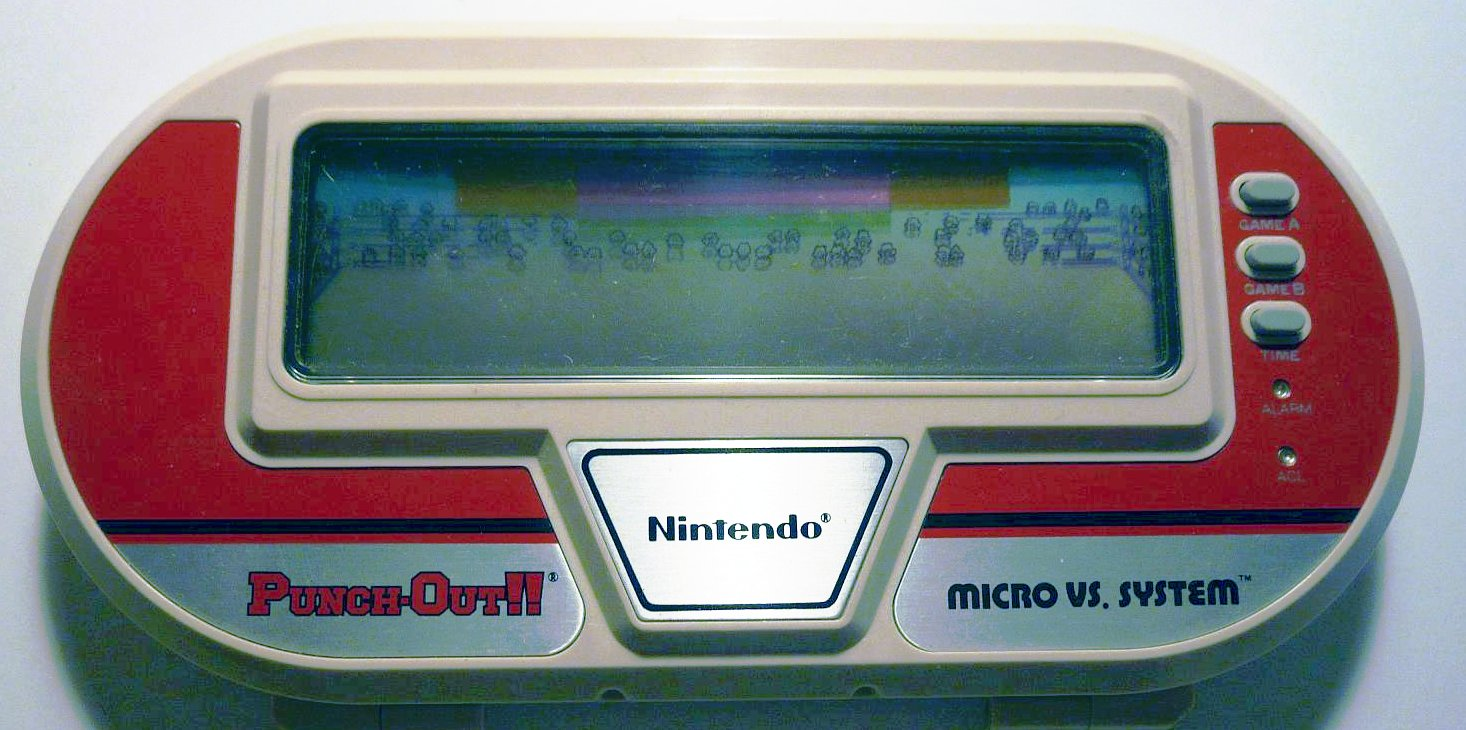
Punch Out!! (USA)

Serie Micro VS., 31 luglio 1984, BX-301; CPU Sharp SM511.
Commercializzato originariamente col nome Boxing, sul mercato USA venne venduto col nome Punch Out!! a seguito del grande successo del gioco arcade Punch-Out!!.

## C

### Chef

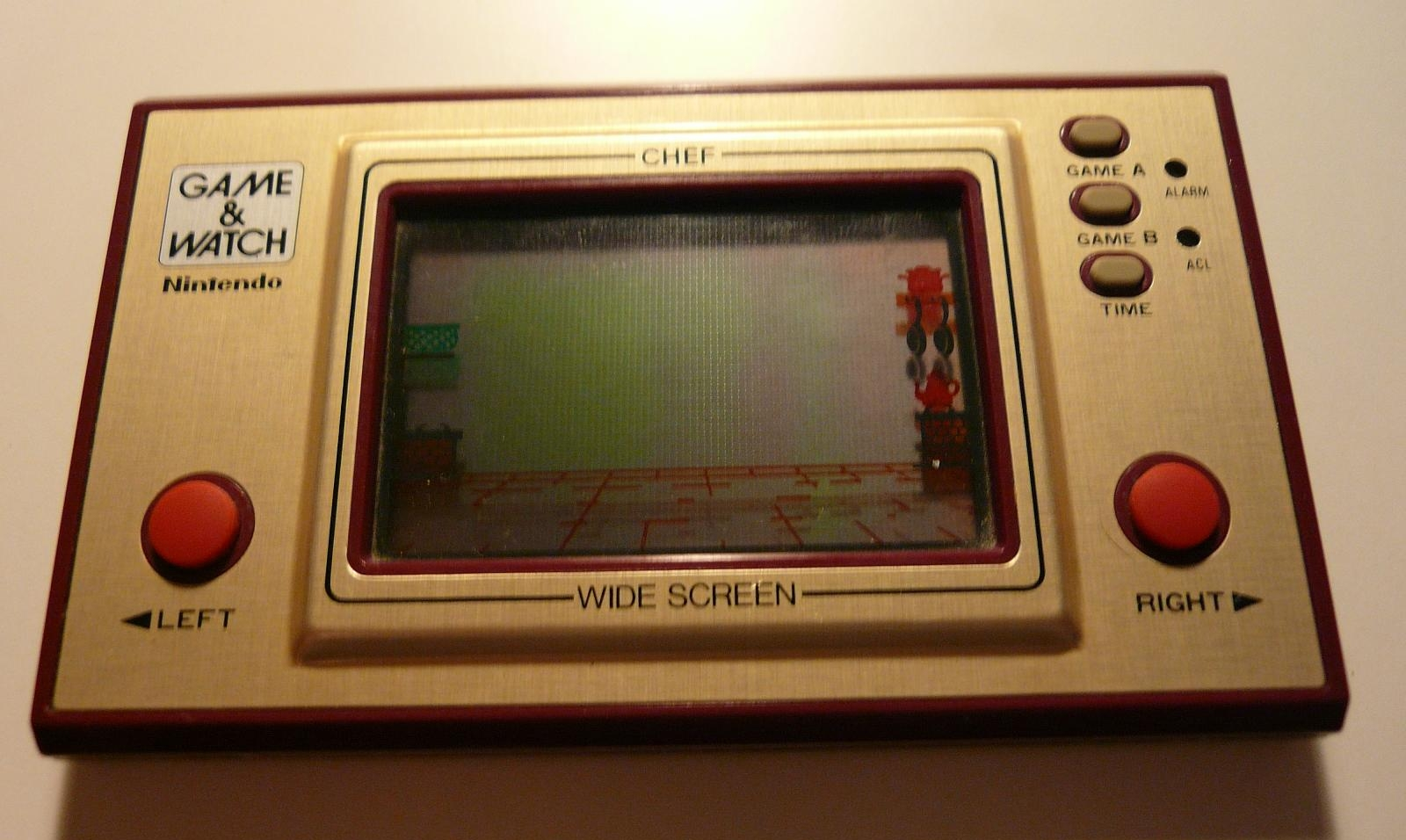
Chef

Serie Wide Screen, 8 settembre 1981, FP-24; CPU Sharp SM5A.
Clonata nel 1989 da Ėlektronika(USSR) col nome Весёлый повар (IM-04 Vesolyy povar, versione per l'esportazione: Merry Cook) usando una grafica diversa.

### Climber

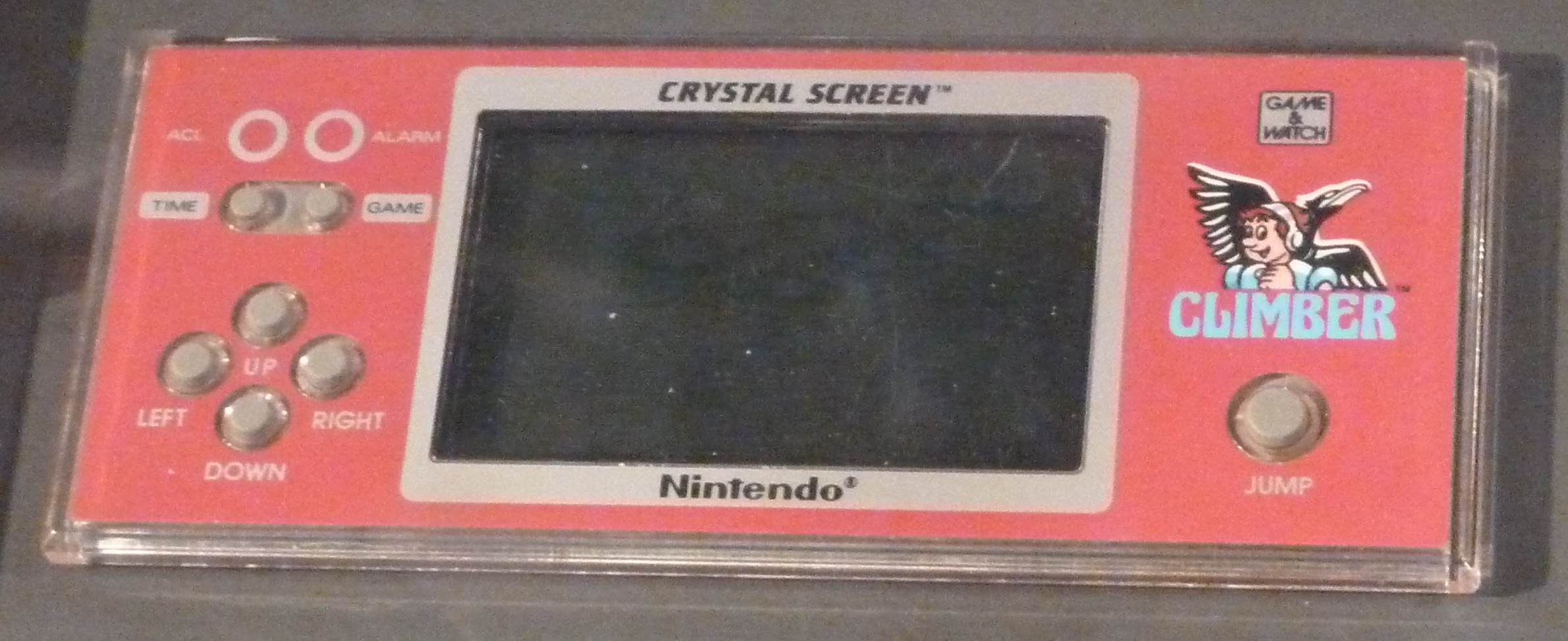
Climber

Serie Crystal Screen, luglio 1986, DR-802; CPU Sharp SM511.

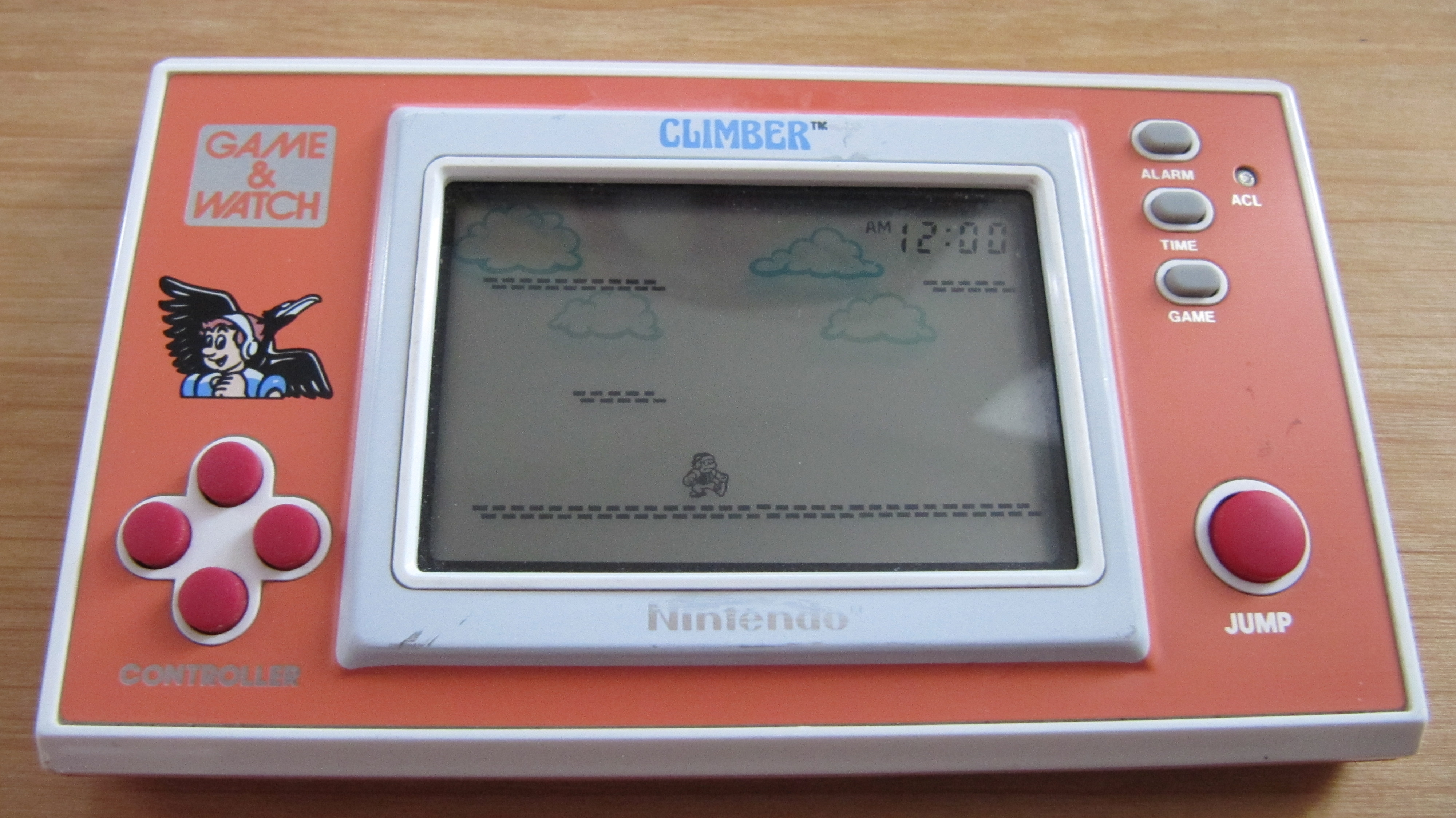
Climber

Serie New Wide Screen, marzo 1988, DR-106; CPU Sharp SM511.

### Crab Grab

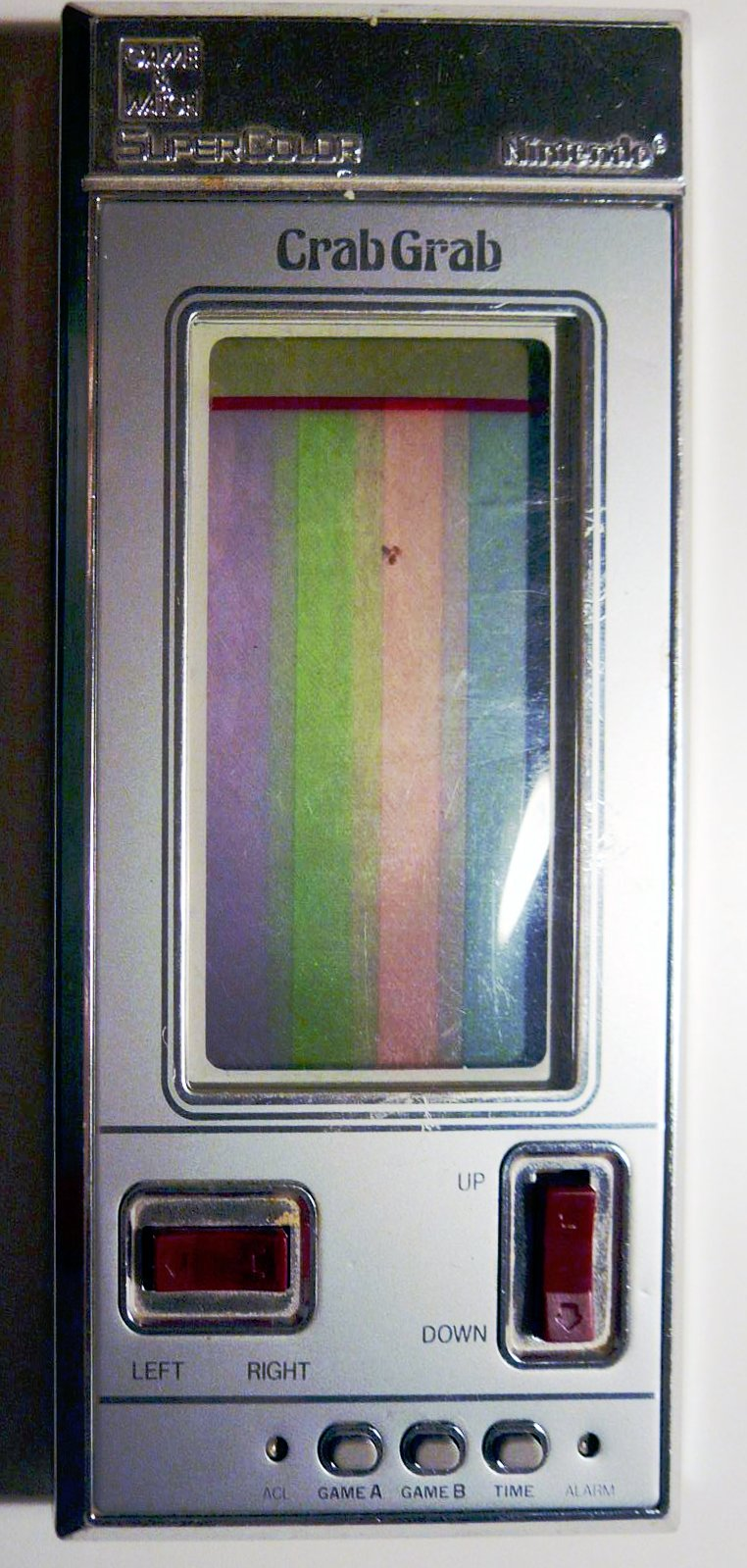
Crag Grab

Serie SuperColor, 21 febbraio 1984, UD-202; CPU Sharp SM510.
Insieme a Spitball Sparky, è l'unico Game & Watch della gamma Super Color. Mr. Grab sostituì la mascotte della console, Mr. Game & Watch. Questa gamma non ebbe molto successo.

## D

### Donkey Kong

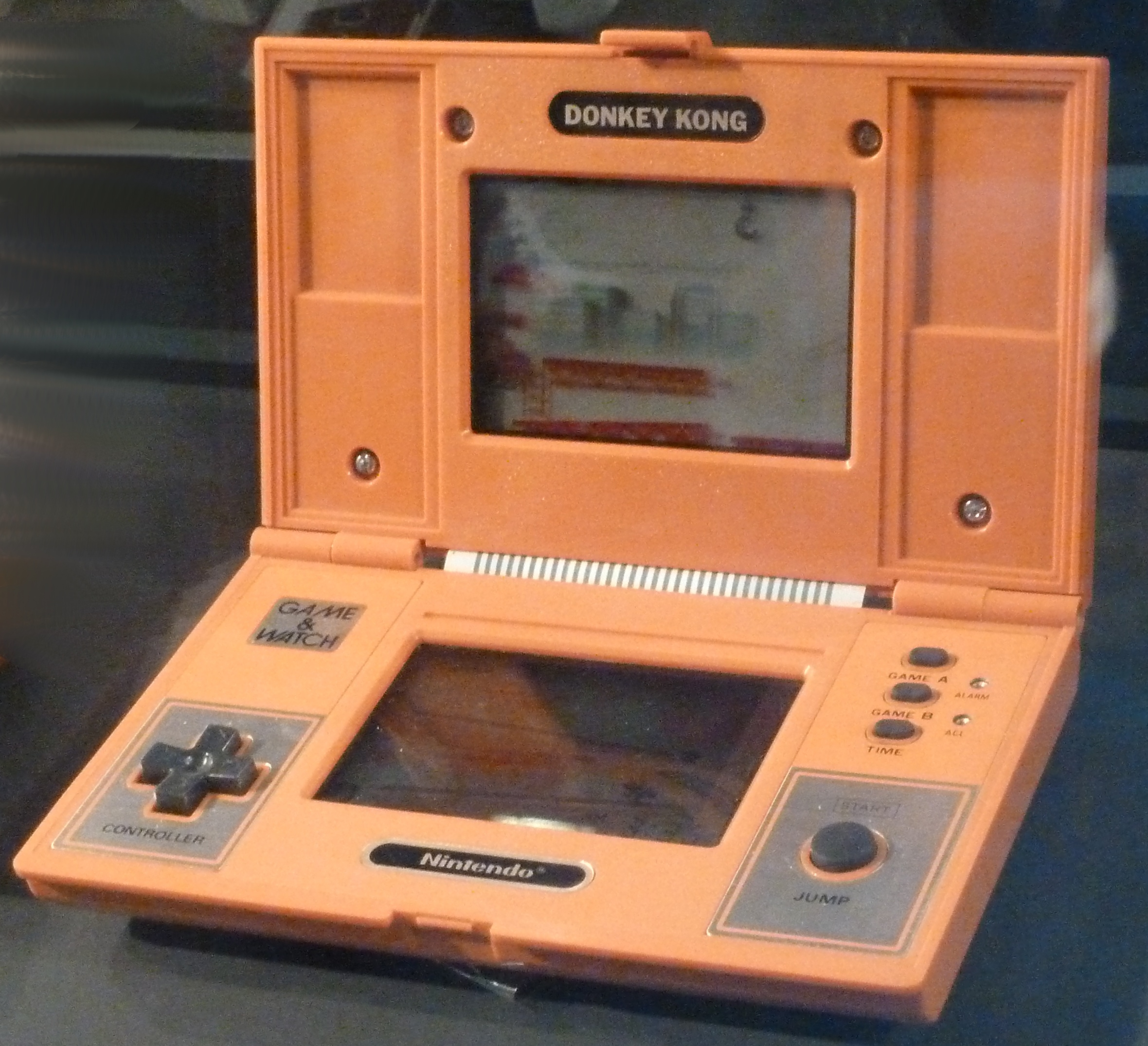
Donkey Kong

Serie Multi Screen, 3 giugno 1982, DK-52; CPU Sharp SM510.
Nello schermo inferiore Mario, il personaggio controllato dal giocatore, deve correre lungo un percorso a più piani, evitando una serie di barili che rotolano giù e facendo attenzione a non urtare con la testa una sbarra di ferro che, al secondo piano, si muove di continuo sopra di lui, scorrendo da un lato all'altro dello schermo.
Nello schermo superiore è ben visibile il celebre gorilla Donkey Kong, in piedi su una lunga trave posta sulla parte più alta dello schermo, che continua a scaraventare addosso al protagonista i già citati barili. Il giocatore deve far arrivare Mario sul bordo destro della piattaforma che si trova alla fine del percorso iniziale, nella parte bassa dello schermo superiore, e fargli tirare giù quattro corde legate alla trave su cui c'è Kong, che pendono verso il basso. Una volta sciolte queste corde (una alla volta per un totale di 4 salti), la trave cade in pezzi e il gorilla precipita in terra rovinosamente, nell'angolo inferiore destro dello schermo, procurando 20 punti al giocatore. In seguito la trave di sostegno in frantumi viene ricollocata integra al suo posto, e Kong riappare sopra di essa. Il gioco può teoricamente proseguire così all'infinito.
Più tempo impiega il giocatore a sfilare una corda alla trave di sostegno di Kong, più il gioco accelera e consequenzialmente aumenta la difficoltà. Una volta tirata una delle quattro corde, la velocità di gioco ritorna normale, ma proporzionata al punteggio del giocatore in quel momento. Più punti si ottengono, più la velocità del gioco aumenta, anche se non all'infinito, in quanto esiste un limite massimo alla stessa.
Due le difficoltà di gioco: la "A" e la "B"; quest'ultima è la più elevata, in quanto sullo schermo inferiore le sbarre di ferro transitano incessantemente, anche 3 alla volta ed il gioco accelera più rapidamente della modalità "A" a parità di punti.
Arrivati a 300 punti, il giocatore ottiene una vita extra. Superati i 999 punti, si potrà ottenere un'ulteriore vita ai successivi 300 punti e così via. Arrivando a 300 punti con tutte e tre le vite a disposizione, si entrerà in una modalità tale per cui ciascun punto ottenuto varrà il doppio.
Il punteggio massimo è "999", dopodiché riprende da "0".

### Donkey Kong II

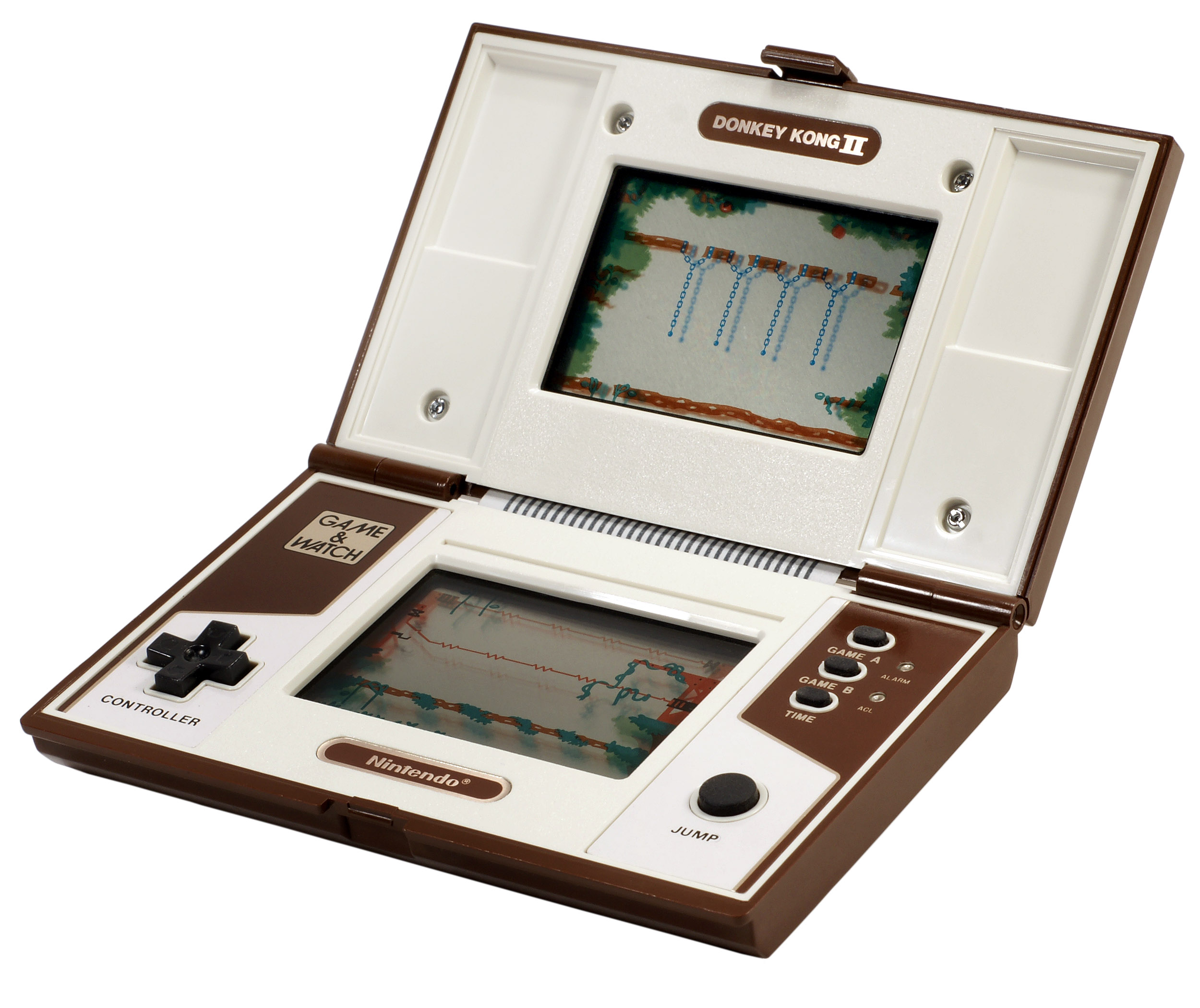
Donkey Kong II (JR-55)

Serie Multi Screen, 7 marzo 1983, JR-55; CPU Sharp SM510.

### Donkey Kong Jr.

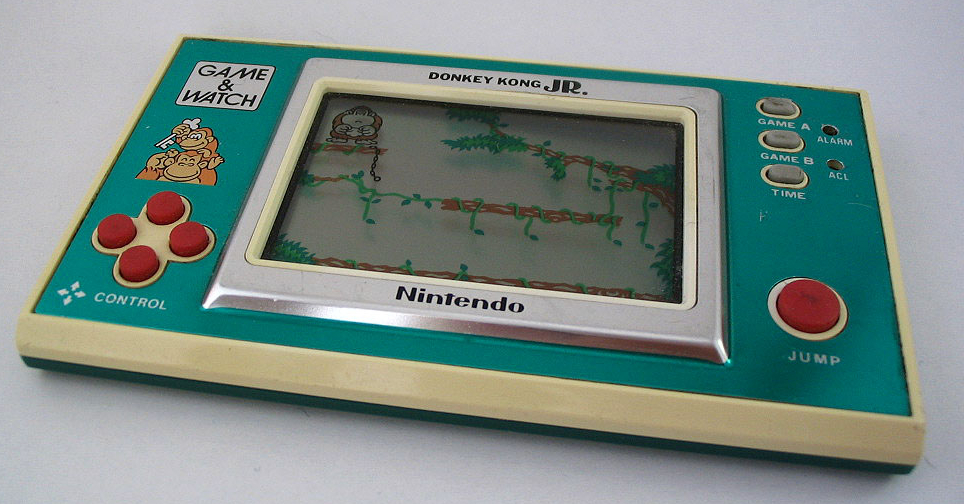
Donkey Kong Jr. New wide screen

Serie New Wide Screen, 26 ottobre 1982, DJ-101; CPU Sharp SM510.

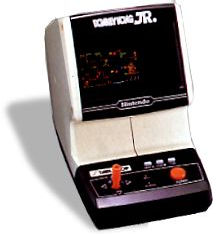
Donkey Kong Jr. Table top

Serie Tabletop, 28 aprile 1983, CJ-71; CPU Sharp SM511?.
È stata data il licenza per la vendita anche a Coleco.

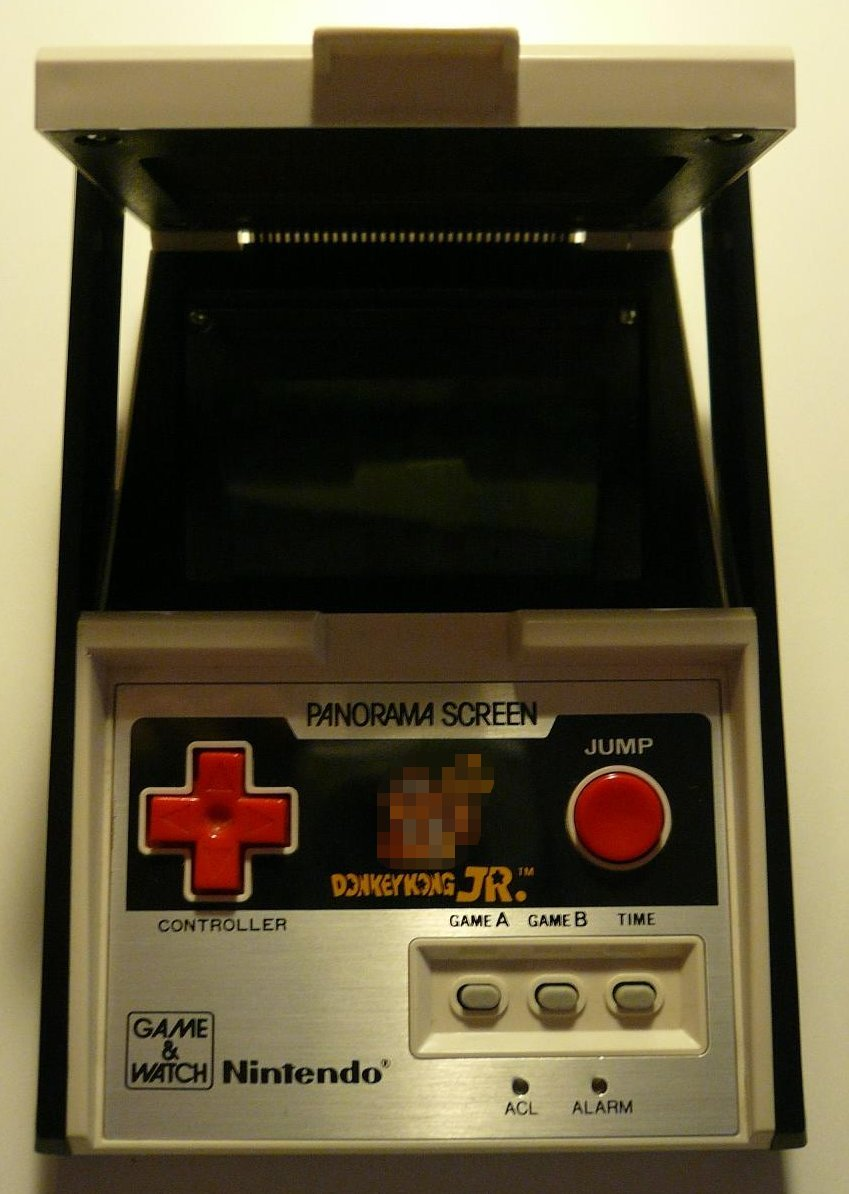
Donkey Kong Jr.

Serie Panorama, 7 ottobre 1983, CJ-93; CPU Sharp SM511.
Con ampio schermo a colori, Donkey Kong Junior deve destreggiarsi tra rami, tronchi, uccelli ostili, e volare con ombrelli e palloncini per raggiungere ciascuno dei lucchetti della gabbia del padre.

### Donkey Kong 3

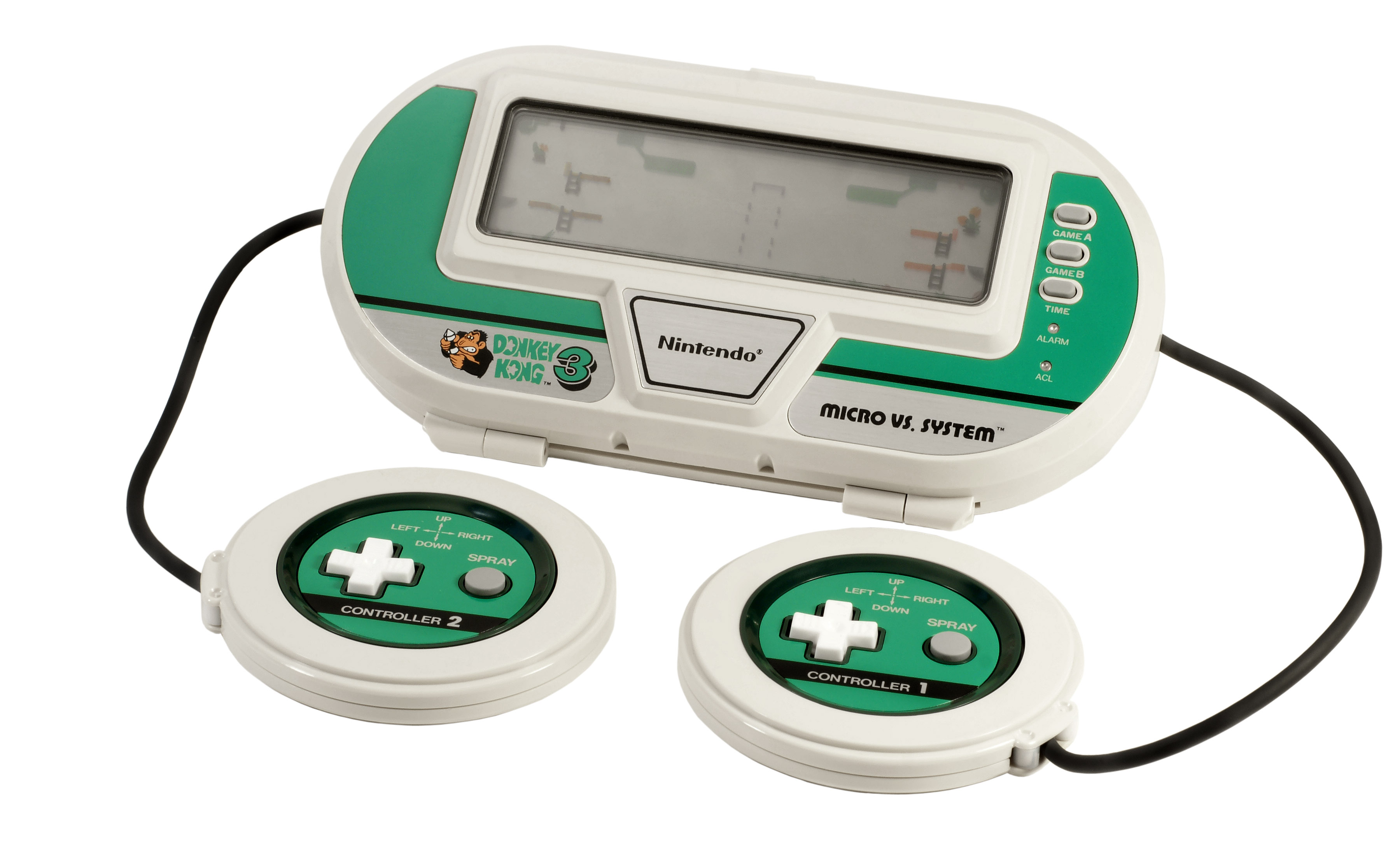
Donkey Kong 3

Serie Micro VS., 20 agosto 1984, AK-302; CPU Sharp SM511. 
Dotato di due controller per il multigiocatore competitivo.
Dopo Greenhouse, la serra di Stanley è nuovamente attaccata da Donkey Kong, che stavolta si presenta armato di pistola-spray come il giardiniere (le pistole-spray in questo titolo sono diverse, in quanto spruzzano bolle d'acqua piuttosto che nuvole di insetticida). Donkey Kong e Stanley, in piedi ai due lati opposti della serra, spruzzano l'insetticida sulle api per spostarle l'uno verso l'altro. Donkey Kong, dopo essere stato punto dagli insetti abbastanza volte, si ritira.

### Donkey Kong Circus

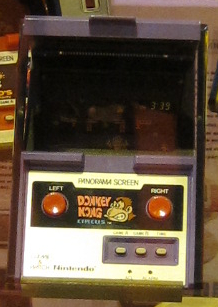
Donkey Kong Circus

Serie Panorama, settembre 1984, MK-96; CPU Sharp SM511. 
Abbreviato anche in Dk Circus, fa parte della serie Donkey Kong prodotto da Nintendo. Il gameplay è molto simile ad un altro G&W: Mickey Mouse (Panorama Screen).

### Donkey Kong Hockey

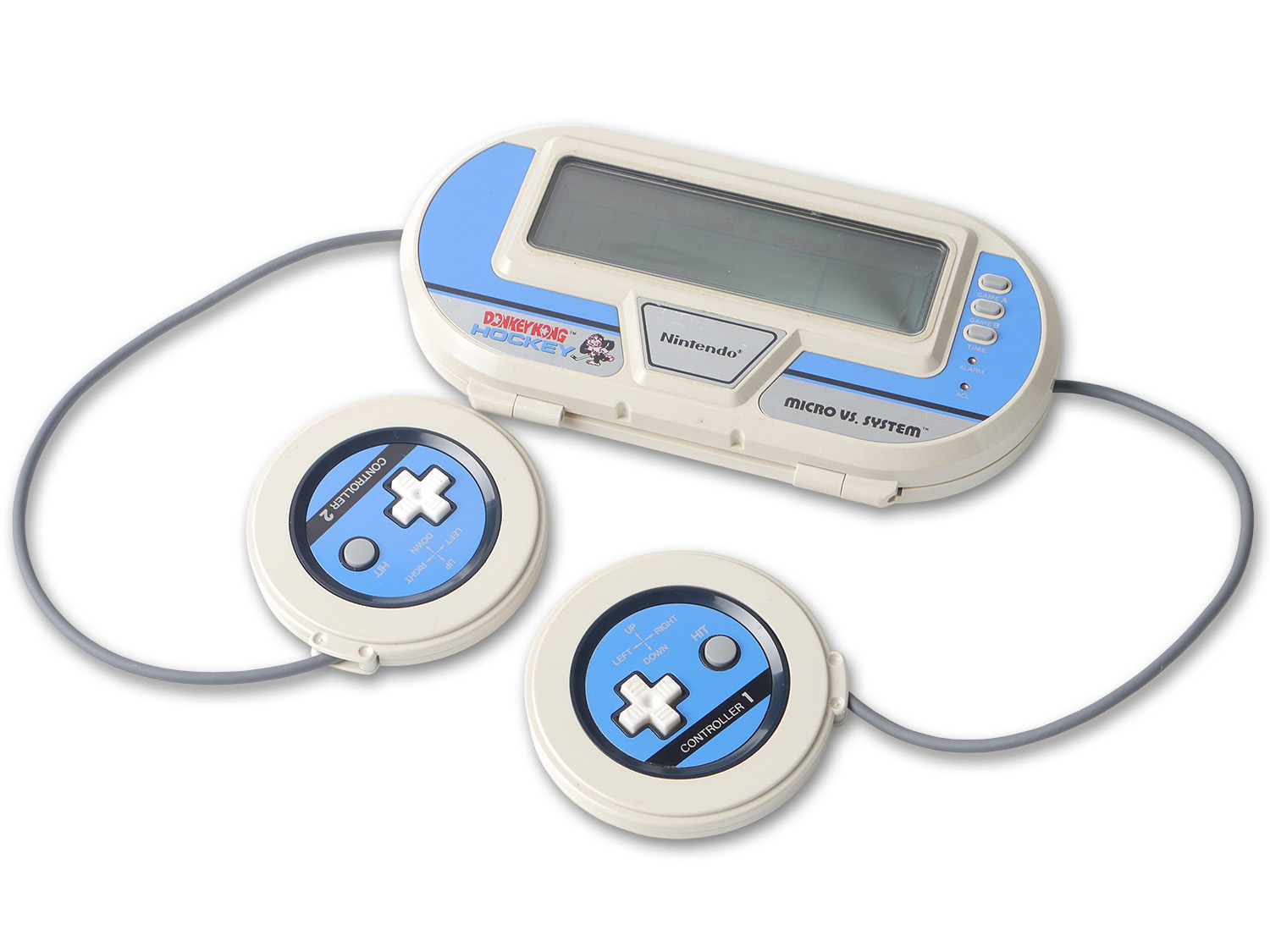
Donkey Kong Hockey

Serie Micro VS., 13 novembre 1984, HK-303; CPU Sharp SM511. 
Questo Game & Watch fa della serie Micro vs System, prodotto nel 1984. Lo scopo del gioco era di ottenere 10 gol nella porta avversaria. Il modello era composto da uno schermo LCD, due controller blu e uno schermo.

## E

### Egg

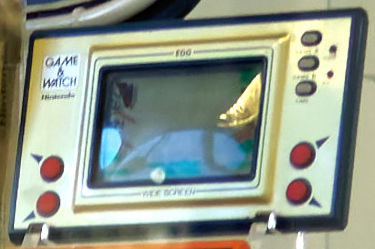
Egg

Serie Wide Screen, 9 ottobre 1981, EG-26; CPU Sharp SM5A.
Il gioco è uguale a Mickey Mouse wide screen, cambia solo la grafica: venduto in alternativa nei paesi dove Nintendo non otteneva la licenza da Disney.
Clonato nel 1984 da Ėlektronika(USSR) col nome  Ну, погоди! (IM-02 Nu, pogodi!) con grafica diversa, seguito da altri titoli con stesso programma(ROM) ma grafica differente. Vi è anche una versione con una modalità di gioco aggiuntiva (premendo A e B contemporaneamente): Разведчики космоса (IM-13 Razvedchiki kosmosa, versione per l'esportazione: Explorers of Space).

## F

### Fire Attack

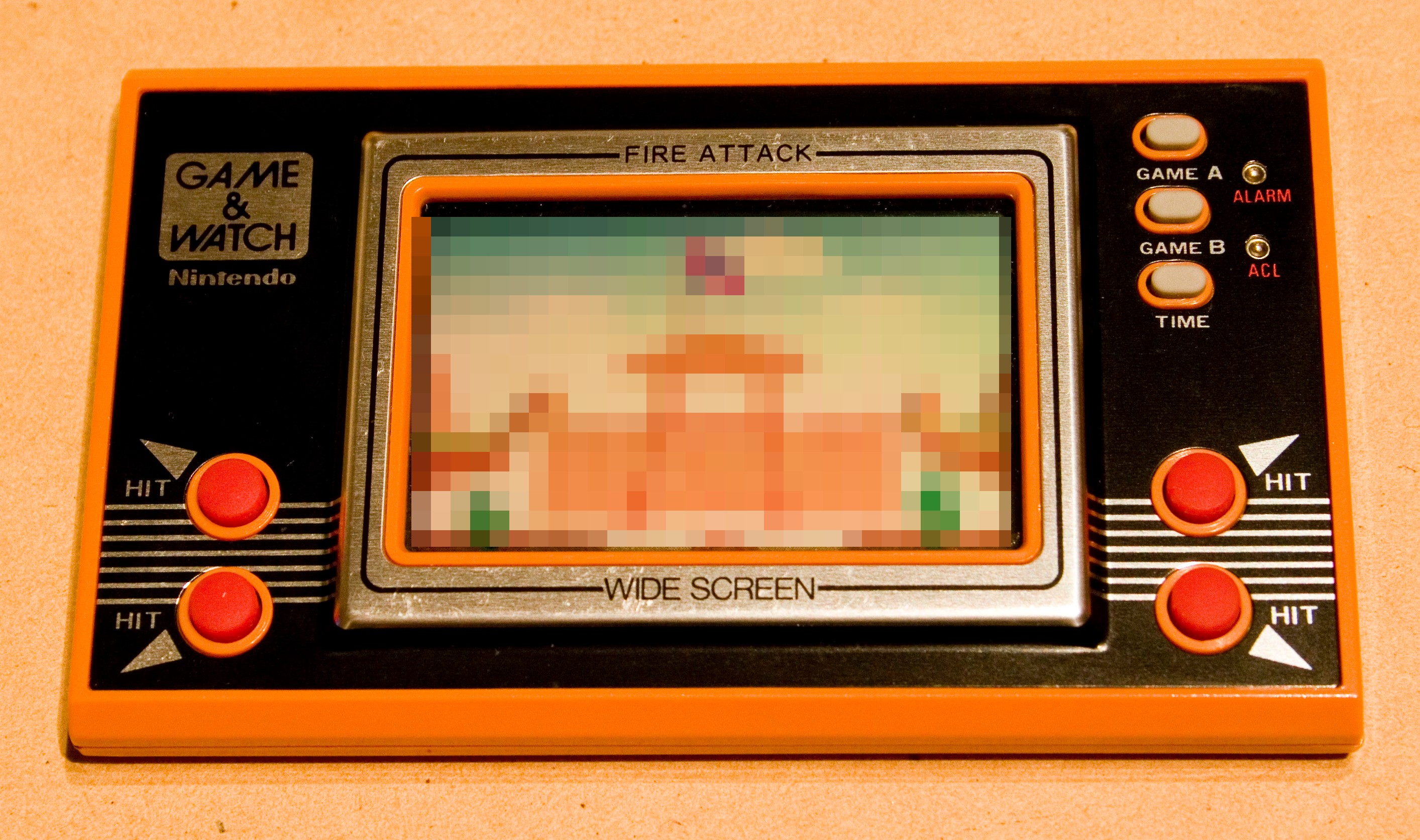
Fire Attack

Serie Wide Screen, 26 marzo 1982, ID-29; CPU Sharp SM510. Lo scopo del gioco è quello di salvare il cowboy dagli indiani, che cercano di incendiare il forte. A 200 punti si azzerano le vite perse oppure, in caso ci si arrivi senza aver perso neanche una vita, si ottiene (per un tempo limitato) che per ogni incendio scampato si avranno 5 punti anziché 2. Stessa cosa a 500 punti e poi a 1200.
Ispirò probabilmente il videogioco per computer Hammer Boy.

### Fire

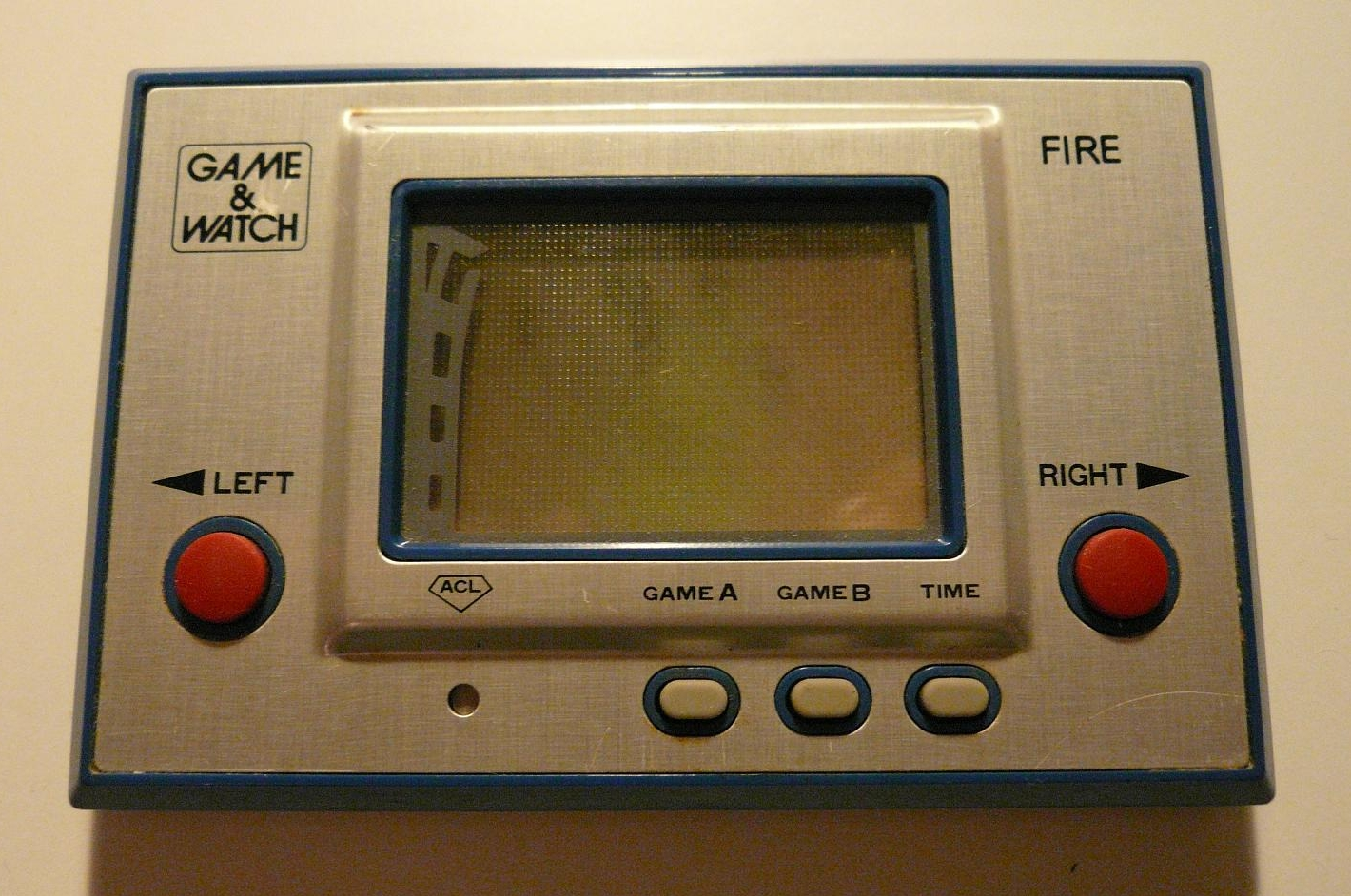
Fire

Serie Silver, 31 luglio 1980, RC-04; CPU Sharp SM5A. 
Questo Game & Watch è stato prodotto per la prima volta il 31 luglio 1980. Lo scopo del gioco è quello di salvare i Mr. Game & Watch, sullo schermo.
Negli USA è stata distribuita col nome Fireman Fireman da Mego nella serie Time-Out.

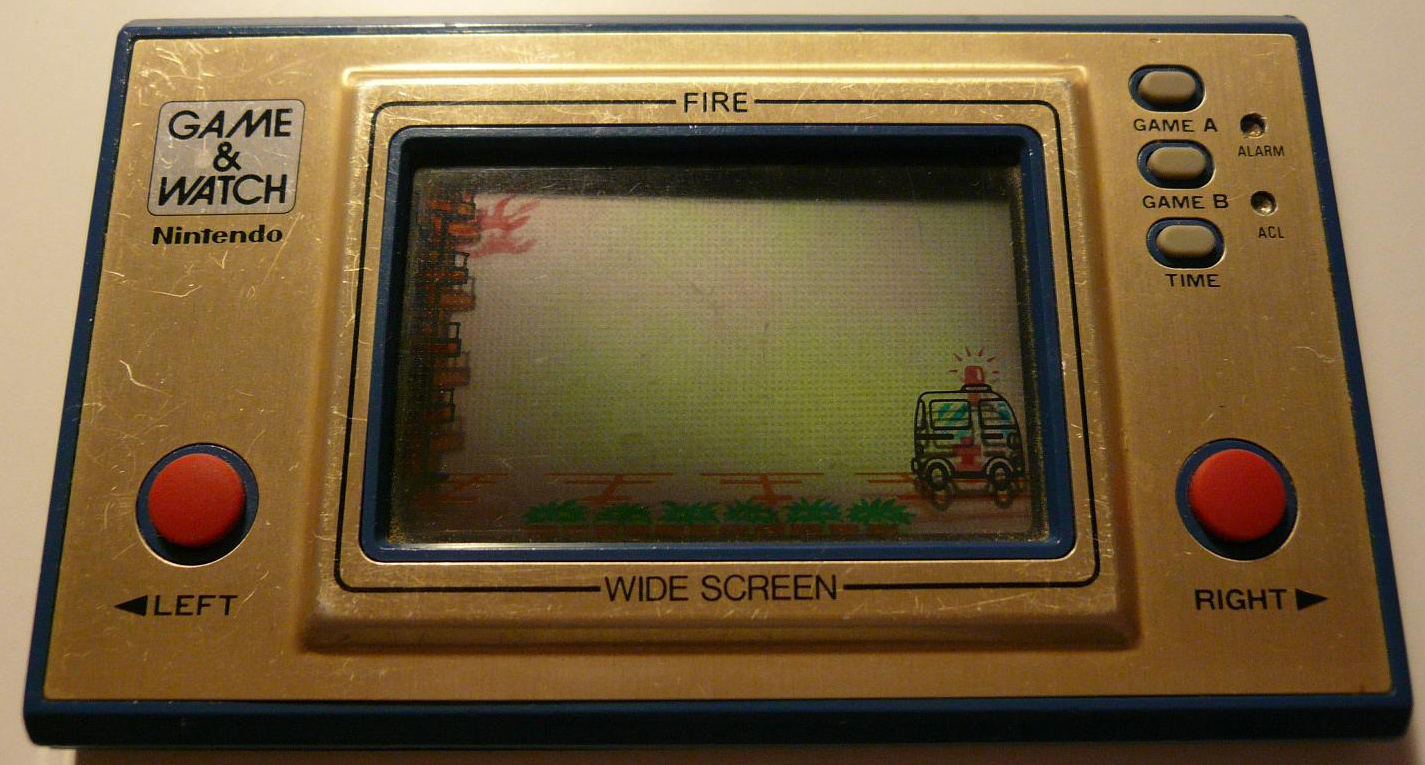
Fire (wide screen)

Serie Wide Screen, 4 dicembre 1981, FR-27; CPU Sharp SM5A. 
Si tratta del remake per Wide Screen di Fire. pubblicato nel 1981.
Clonata nel 1989 da Ėlektronika(USSR) col nome Космический мост (IM-09 Kosmicheskiy most, versione per l'esportazione: Space Bridge) usando una grafica diversa.

### Flagman

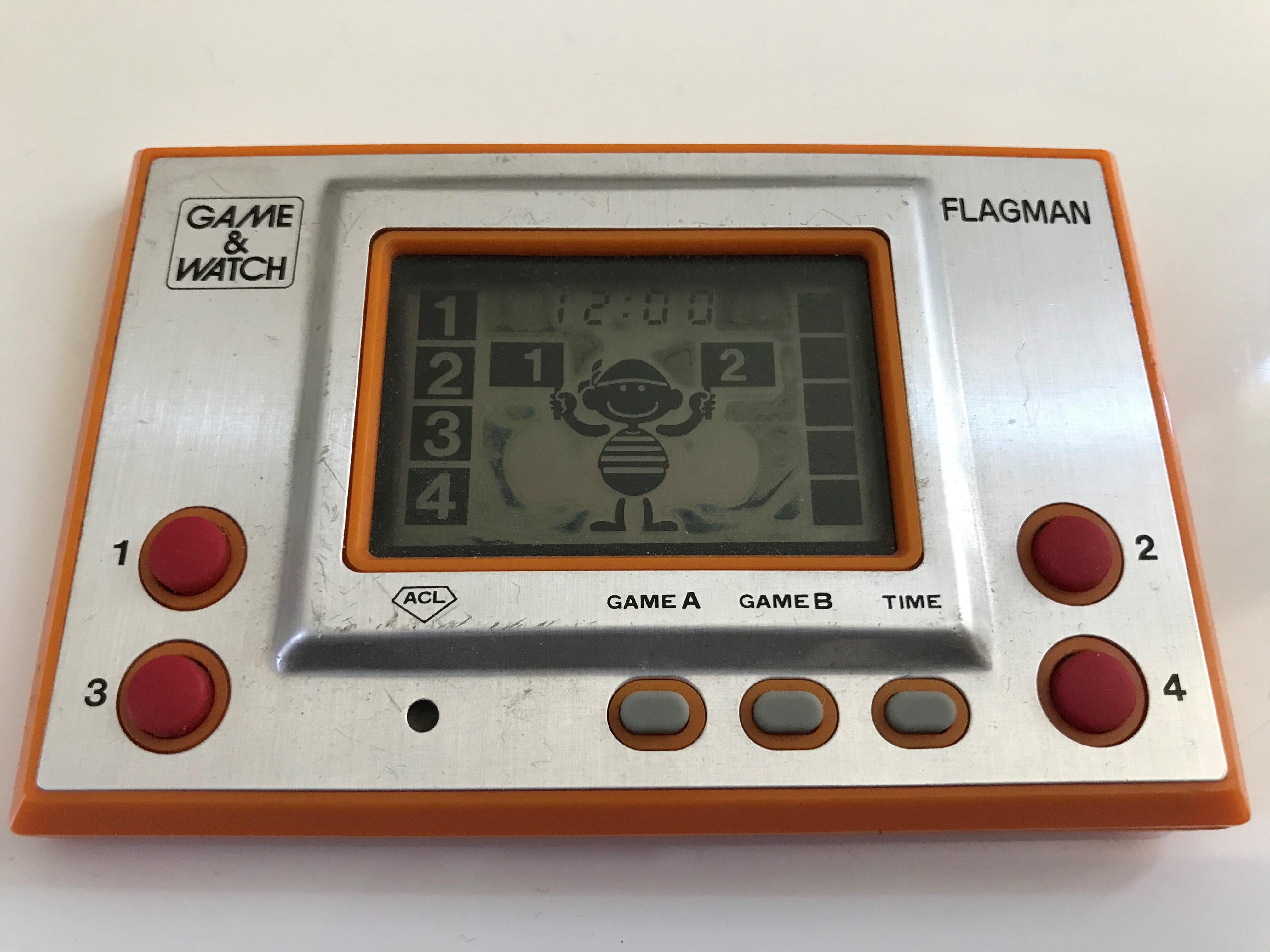
Flagman

Serie Silver, 5 giugno 1980, FL-02; CPU Sharp SM5A. 
Flagman è il secondo Game & watch per data di produzione ed è stato preceduto da Ball. Il gameplay si basa sulla semplice pressione di tasti numerici (da 1 a 4), e non ebbe molto successo nel 1980.
Negli USA è stata distribuita col nome Flag Man da Mego nella serie Time-Out.

## G

### Goldcliff

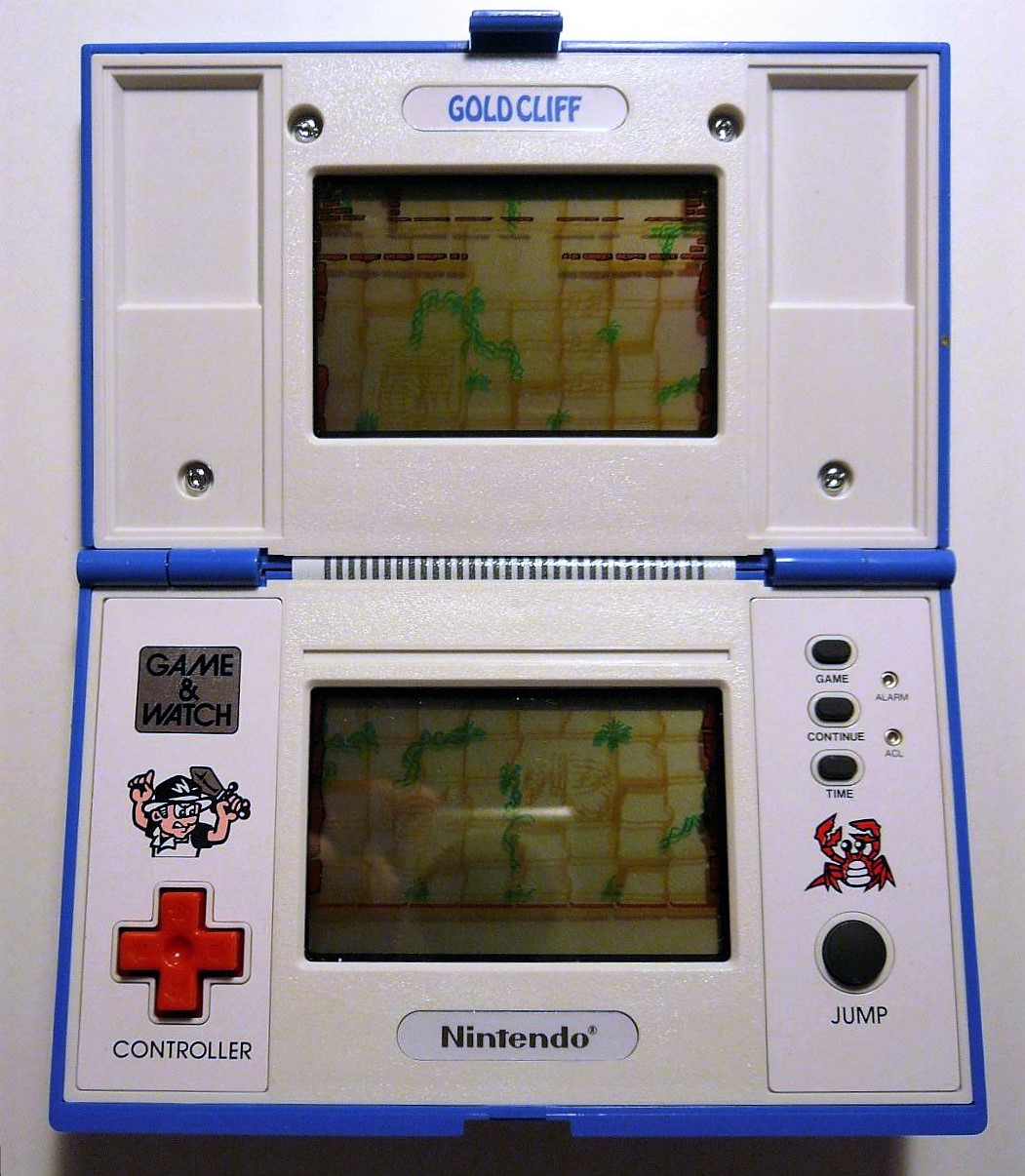
Gold Cliff

Serie Multi Screen, ottobre 1988, MV-64; CPU Sharp SM512. In ogni livello il personaggio deve cercare di recuperare una chiave che gli consentirà di accedere alla sala del tesoro, facendo attenzione a non cascare in pasto ai granchi. 

### Greenhouse

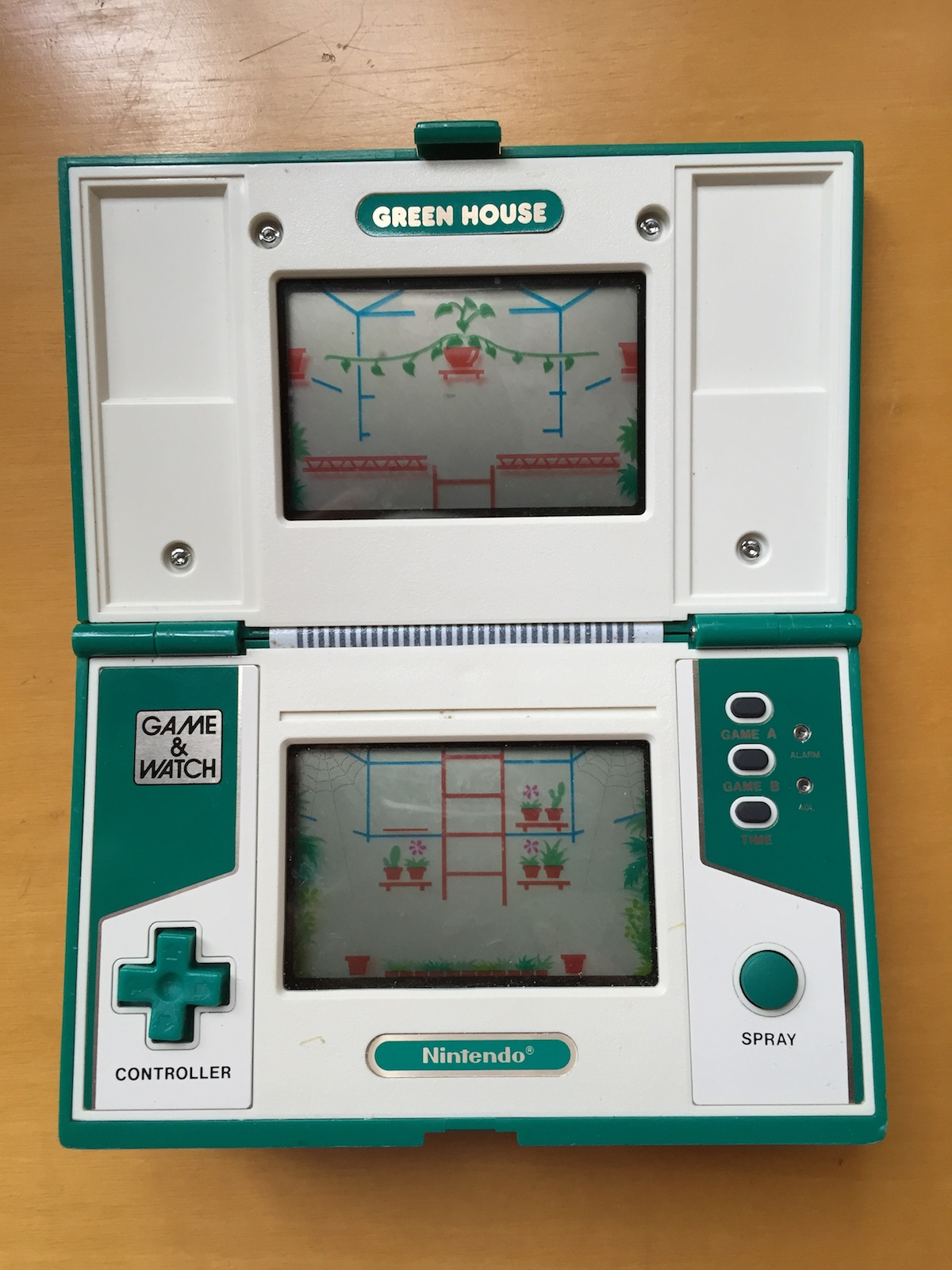
Green House

Serie Multi Screen, 6 dicembre 1982, GH-54; CPU Sharp SM510. 
Dentro una serra (in inglese greenhouse) di due piani il giardiniere Stanley deve proteggere le sue piante da ragni e vermi con una pistola-spray di insetticida.
Greenhouse è la prima apparizione di Stanley, anche noto come Stanley the Bugman, che diventerà poi un personaggio occasionale delle serie di Donkey Kong e di Mario. Nel 1983 è nuovamente protagonista del videogioco arcade Donkey Kong 3, dove deve proteggere le piante da insetti e da Donkey Kong. Nel 1984 appare nella serie televisiva Saturday Supercade, nell'episodio Greenhouse Gorilla. Nel 1986 è protagonista insieme a Donkey Kong (entrambi giocabili in multigiocatore) del Game & Watch Donkey Kong 3. In seguito Stanley farà diverse apparizioni minori, anche come personaggio giocabile in uno dei minigiochi di WarioWare: Twisted!, WarioWare: Touched!, WarioWare D.I.Y. e WarioWare: D.I.Y. Showcase. In Super Smash Bros. Melee e Super Smash Bros. Brawl Mr. Game & Watch è un personaggio giocabile e possiede la pistola-spray di Stanley come arma.

## H

### Helmet

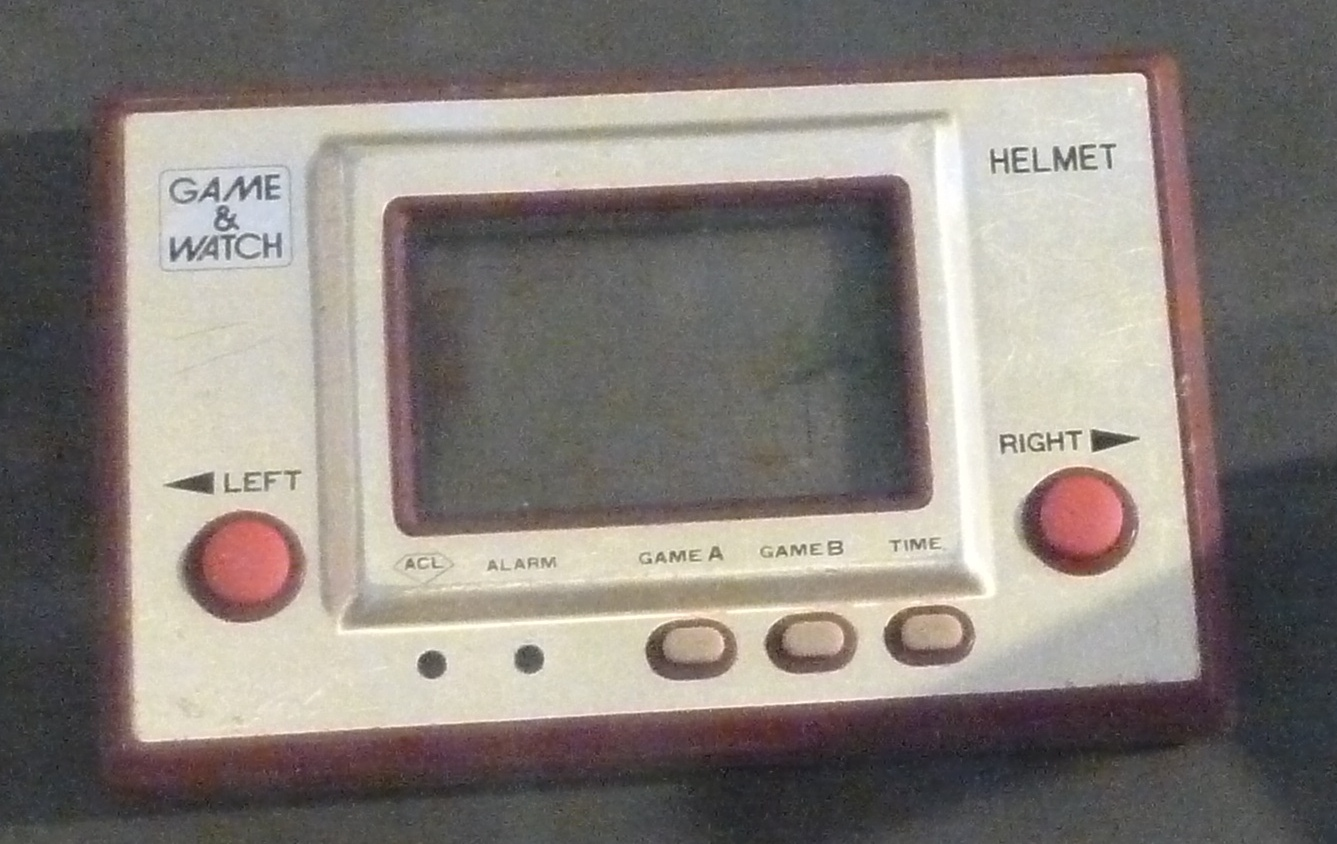
Helmet

Serie Gold, 21 febbraio 1981, CN-07; CPU Sharp SM5. 
Lo scopo del gioco è portare in salvo il protagonista schivando al caduta di arnesi dal cielo. Il protagonista deve entrare dentro una porta che si apre e si chiude rendendo ancora più difficile il raggiungimento della salvezza.
Nel Regno Unito è stato distribuito come Headache da CGL. È stata venduta una seconda versione (CN-17) per correggere un baco.

## J

### Judge

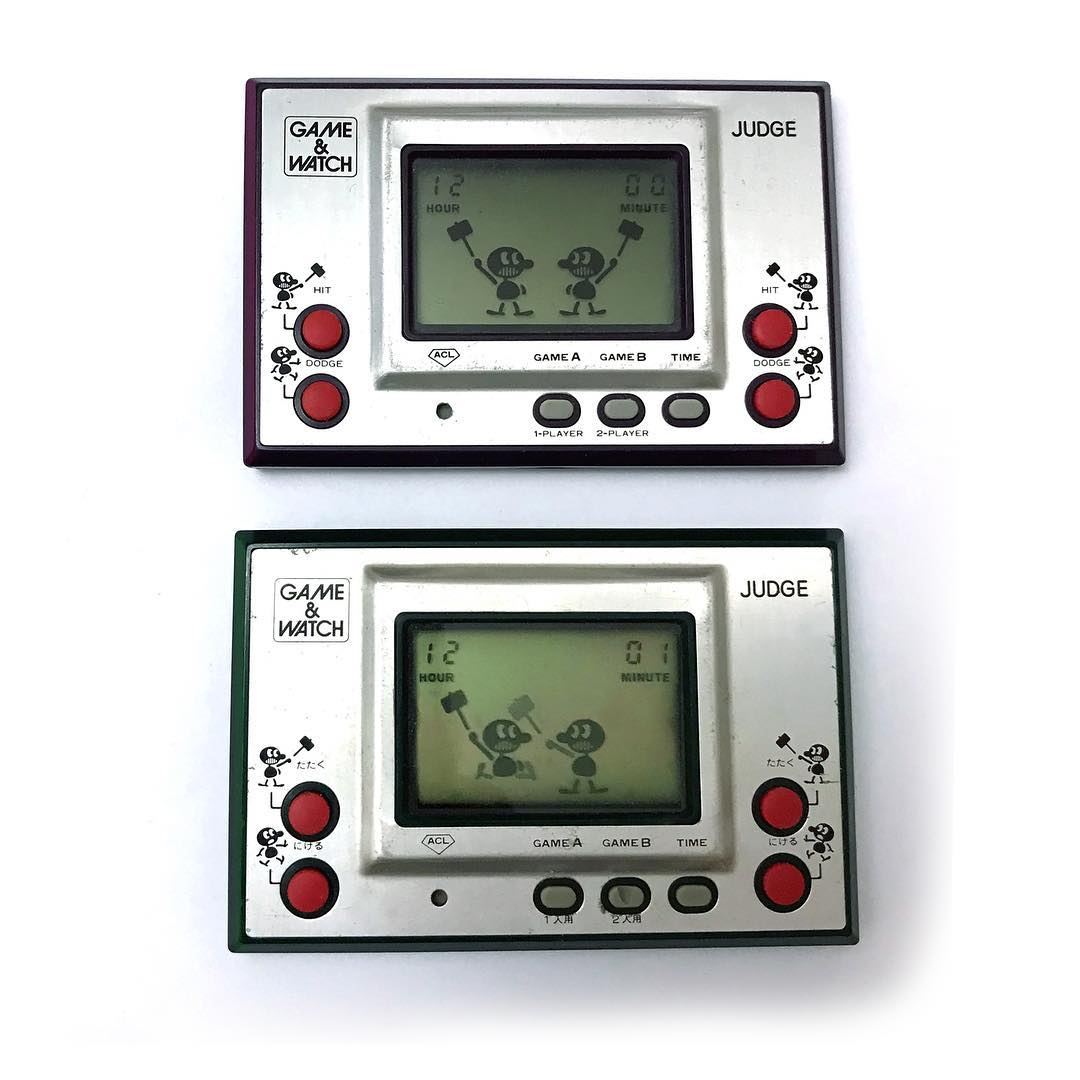
Judge

Serie Silver, 4 ottobre 1980, IP-05 CPU Sharp SM5A. 
Judge è l'ultimo Game & watch della serie Silver, nonché 
il primo che permette di giocare in modalità multigiocatore. In questo Game & Watch lo scopo è battere l'avversario colpendolo con un martello.
Il primo modello (verde) del gioco contiene un bug per cui i giocatori ottengono punti in modo diverso tra loro. Questo problema è stato risolto nel secondo modello (viola).

## L

### Life Boat

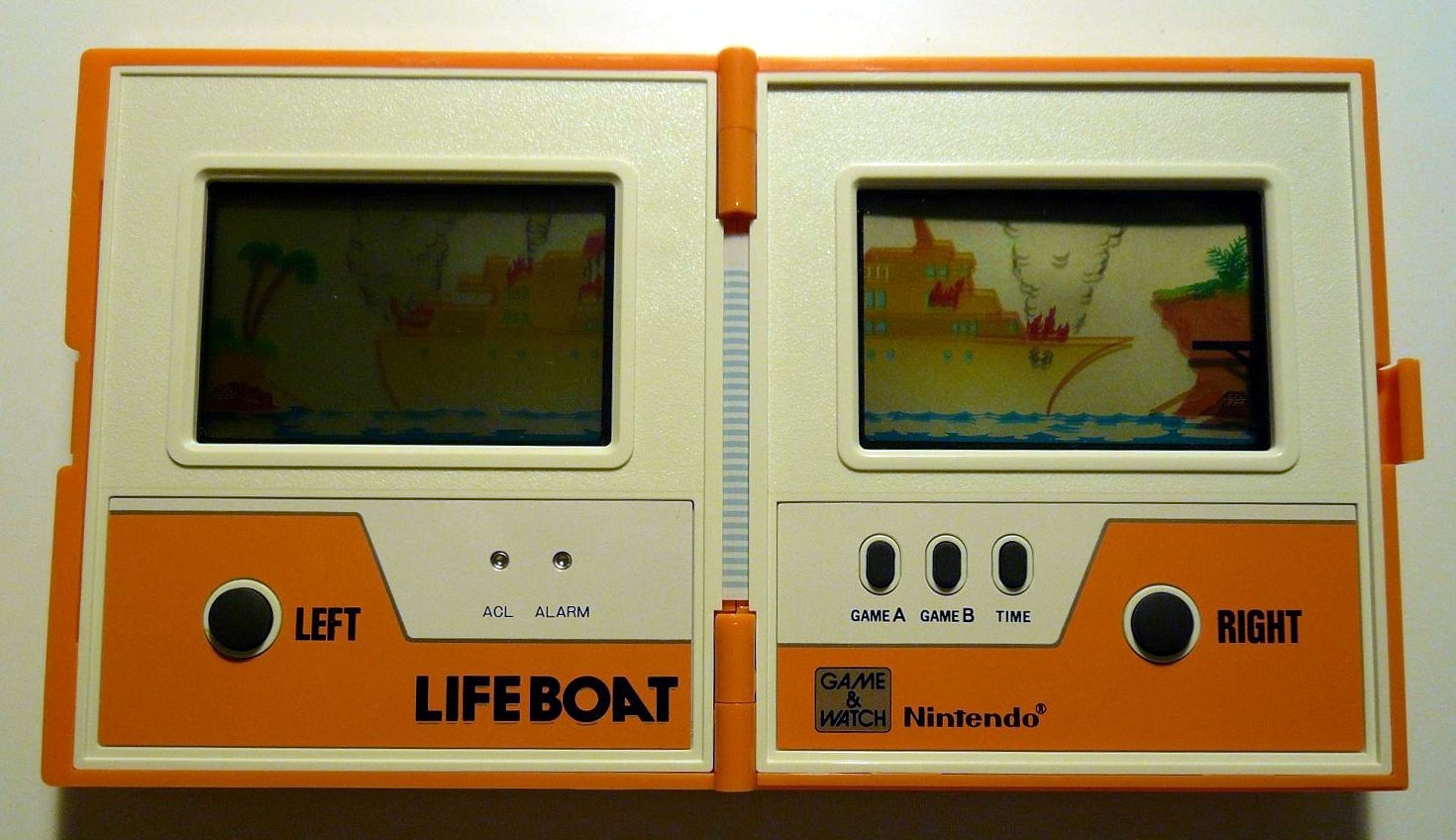
Life Boat

Serie Multi Screen, ottobre 1983, TC-58; CPU Sharp SM510.

### Lion

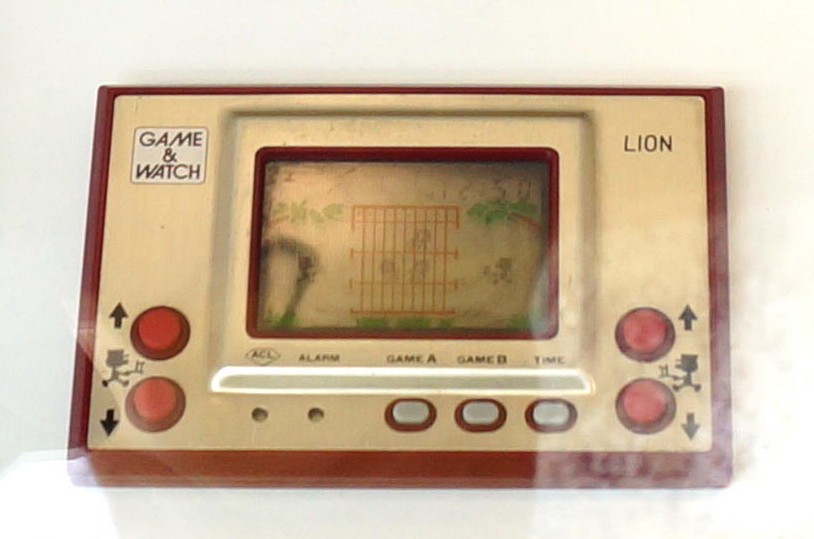
Lion

Serie Gold, 29 aprile 1981, LN-08; CPU Sharp SM5A.

## M

### Manhole

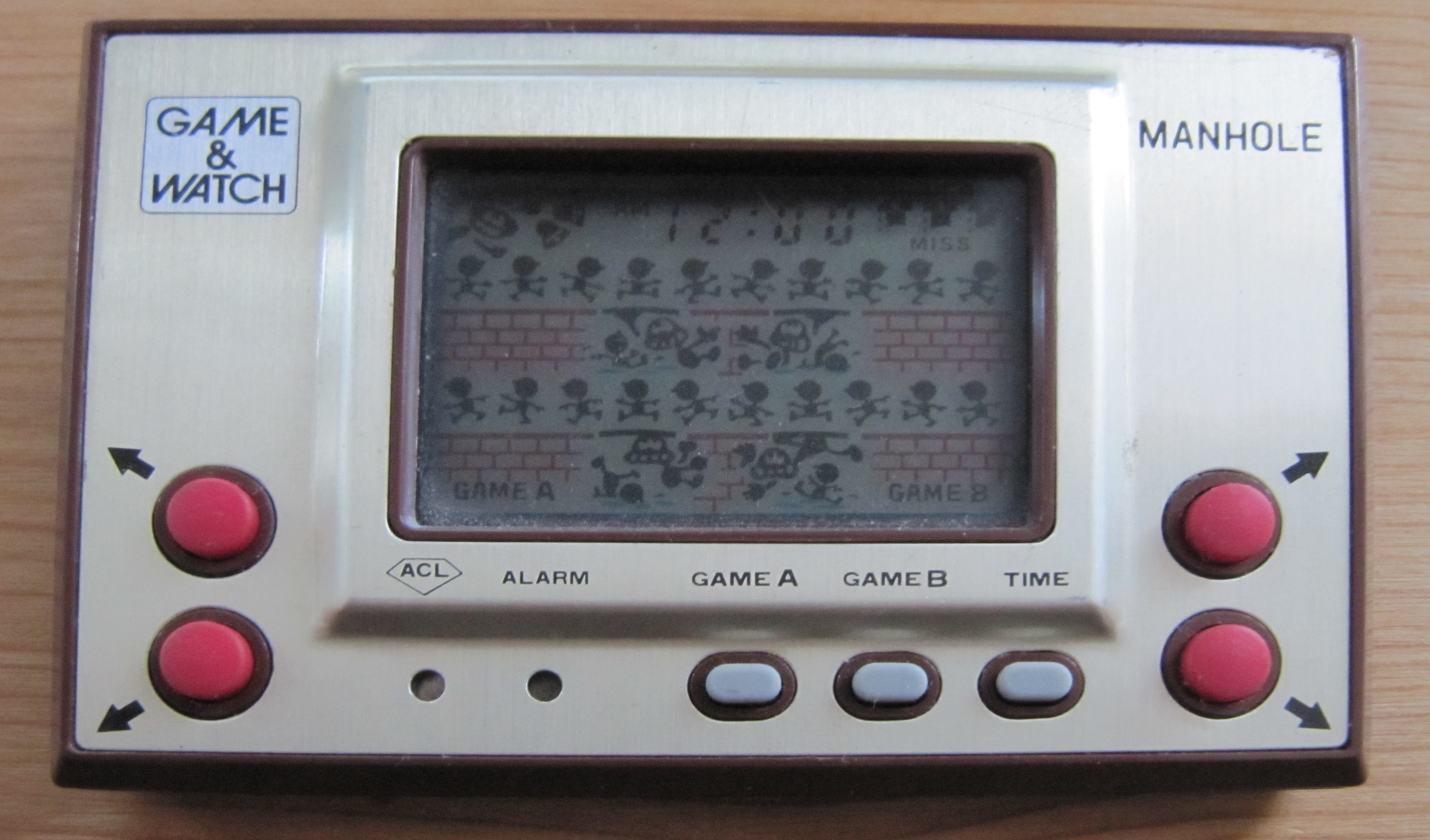
Manhole (Gold)

Serie Gold, 29 gennaio 1981, MN-06; CPU Sharp SM5A. 
Manhole è il sesto gioco della serie Mr. Game & Watch. Apparso inizialmente nella serie gold nel 1981, è stato poi riedito per la serie "New Wide Screen" il 24 agosto 1983 con il modello numero NH-103. Con i quattro tasti, uno per ogni botola presente sullo schermo, il giocatore deve chiudere questi buchi spingendo il relativo pulsante per fare passare i pedoni.

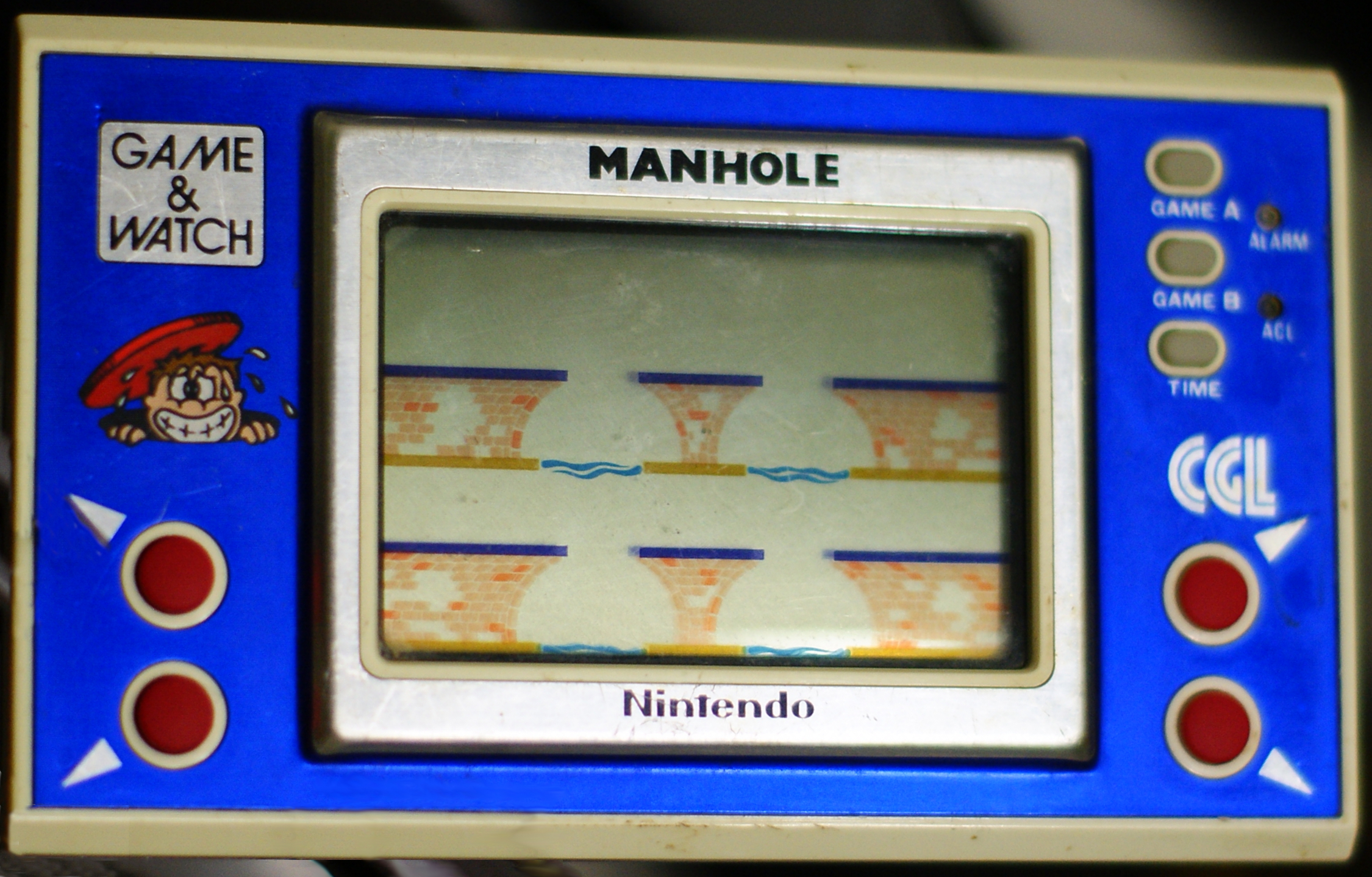
Manhole (New wide screen)

Serie New Wide Screen, 24 agosto 1983, NH-103; CPU Sharp SM5A.
Un remake della versione New Wide Screen apparve nella prima Game Boy Gallery uscita nel 1994, dove il giocatore controlla Yoshi, occasionalmente anche Mario può essere visto attraversare lo schermo.
Compare anche, sotto forma di minigioco extra, nel videogioco WarioWare Gold.

### Mario Bros.

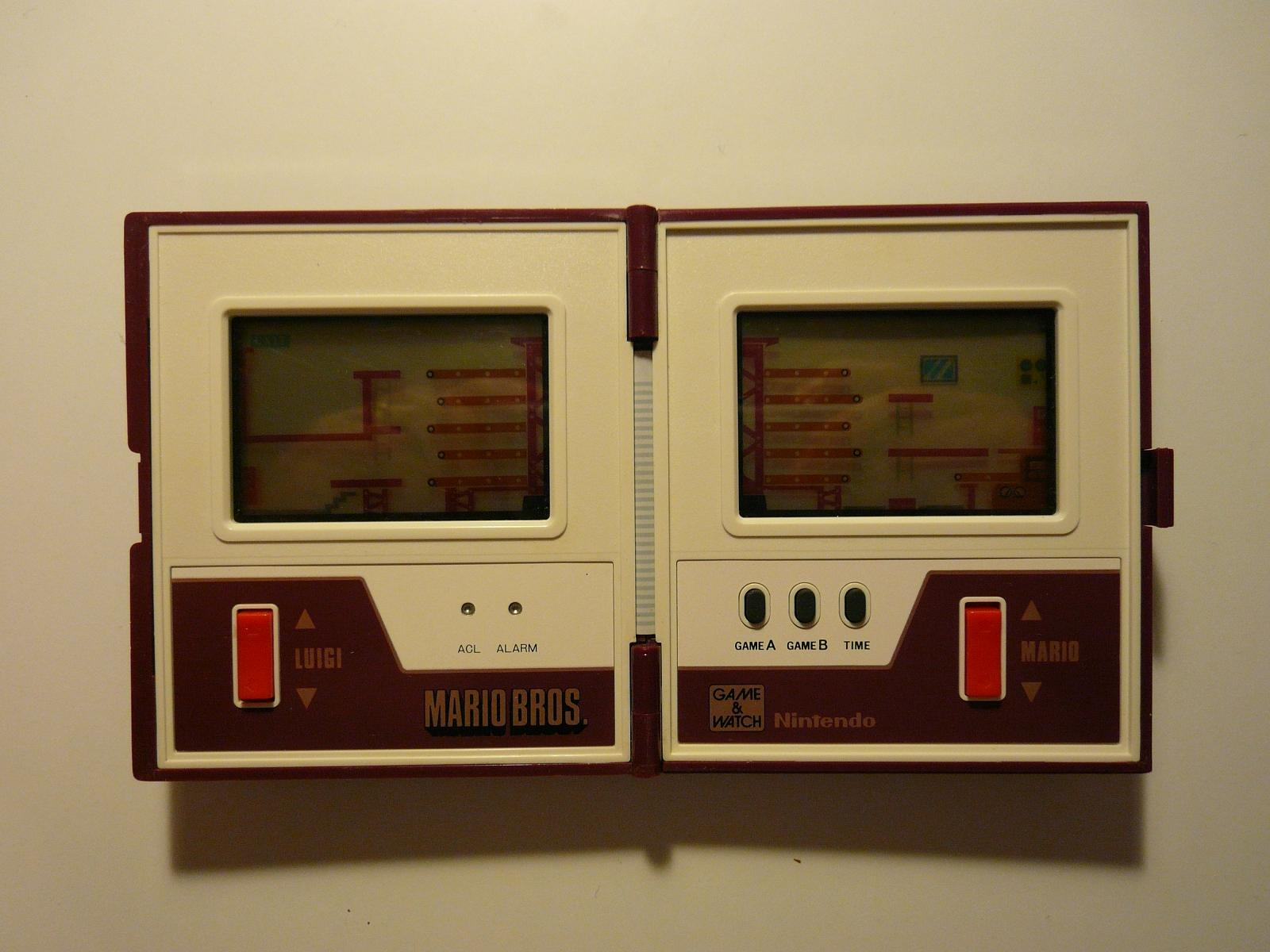
Mario Bros. (multi screen)

Serie Multi Screen, 14 marzo 1983, MW-56; CPU Sharp SM510.
Ha per protagonisti Mario e Luigi, come il noto videogioco arcade Mario Bros., ma è completamente diverso da questo. I due lavorano per un severo capo in uno stabilimento dove vengono confezionate cassette di bottiglie. Man mano che le cassette sono pronte, i due fratelli, controllati dal giocatore separatamente tramite due doppi tasti, devono farle salire su cinque nastri trasportatori paralleli fino a quello più alto, il quale le caricherà su un furgone. I due devono muoversi verticalmente, grazie all'ausilio di scale, a tre possibili altezze alle estremità opposte dei nastri, per seguire le cassette e impedire che cadano. Mancare un oggetto causerà la perdita di una vita. Con la progressione del gioco la difficoltà aumenta, e i nastri trasportatori diventano sempre più veloci.
Di questo Game & Watch venne realizzata una conversione per Commodore 64 con il titolo Mario Bros. II, non autorizzata e non commerciale. Il porting è stato sviluppato nel 1987 dal gruppo amatoriale tedesco Thundersoft, un sottogruppo di RIFFS.

### Mario's Bombs Away

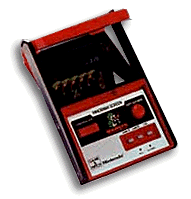
Mario's Bombs Away (panorama)

Serie Panorama, 10 novembre 1983, TB-94; CPU Sharp SM511. 
Prodotto nel 1983, questo Game & Watch fa parte della sotto-saga di Pre-Super Mario Bros. Mario si è arruolato nell'esercito e deve trasportare bombe prima che esplodano. Per la prima volta Mario non indossa il suo caratteristico capello rosso, ma un casco protettivo.

### Mario's Cement Factory

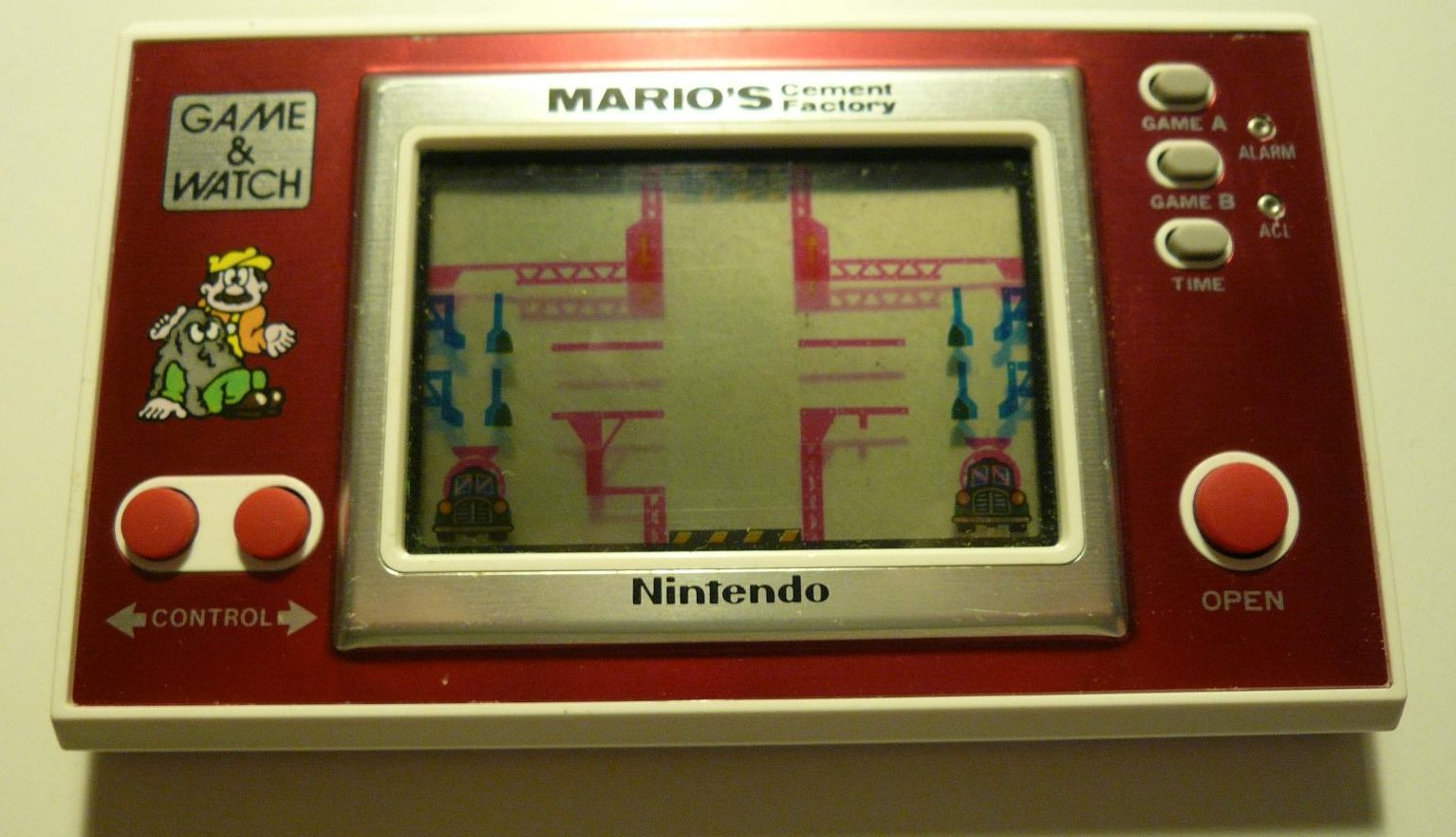
Mario's Cement Factory (new wide screen)

Serie New Wide Screen, 16 giugno 1983, ML-102; CPU Sharp SM510. 
Game & Watch della serie di Mario, remake della versione Table Top per New Wide Screen, uscito il 16 giugno 1983.

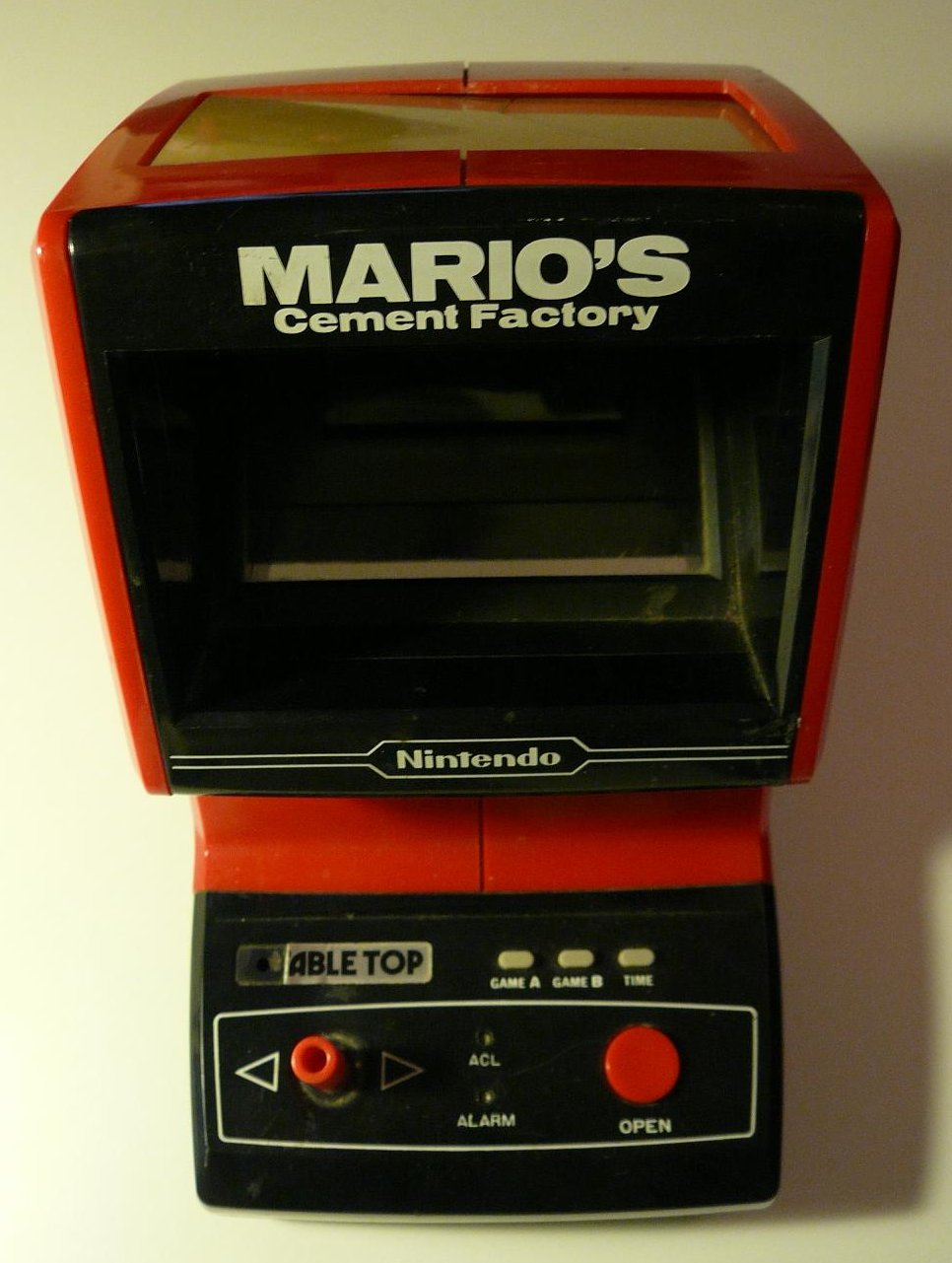
Mario's Cement Factory (tabletop)

Serie Tabletop, 28 aprile 1983, CM-72; CPU Sharp SM511. 
Game & watch della serie di Mario per Table Top uscito il 28 aprile 1983. L'obiettivo del gioco è trasferire i carichi di cemento su un camion.
Ci sono due versioni esistenti, in cui vi sono due diversi jingle all'avvio: nella prima versione è simile ad "Another One Bites the Dust" dei Queen

### Mario the Juggler

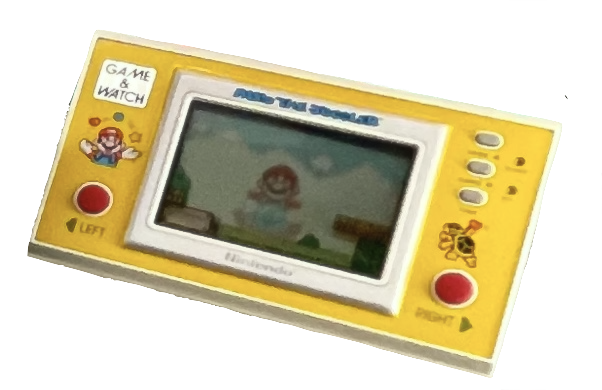
Mario the Juggler

Serie New Wide Screen, ottobre 1991, MJ-108; CPU Sharp SM511.

### Mickey & Donald

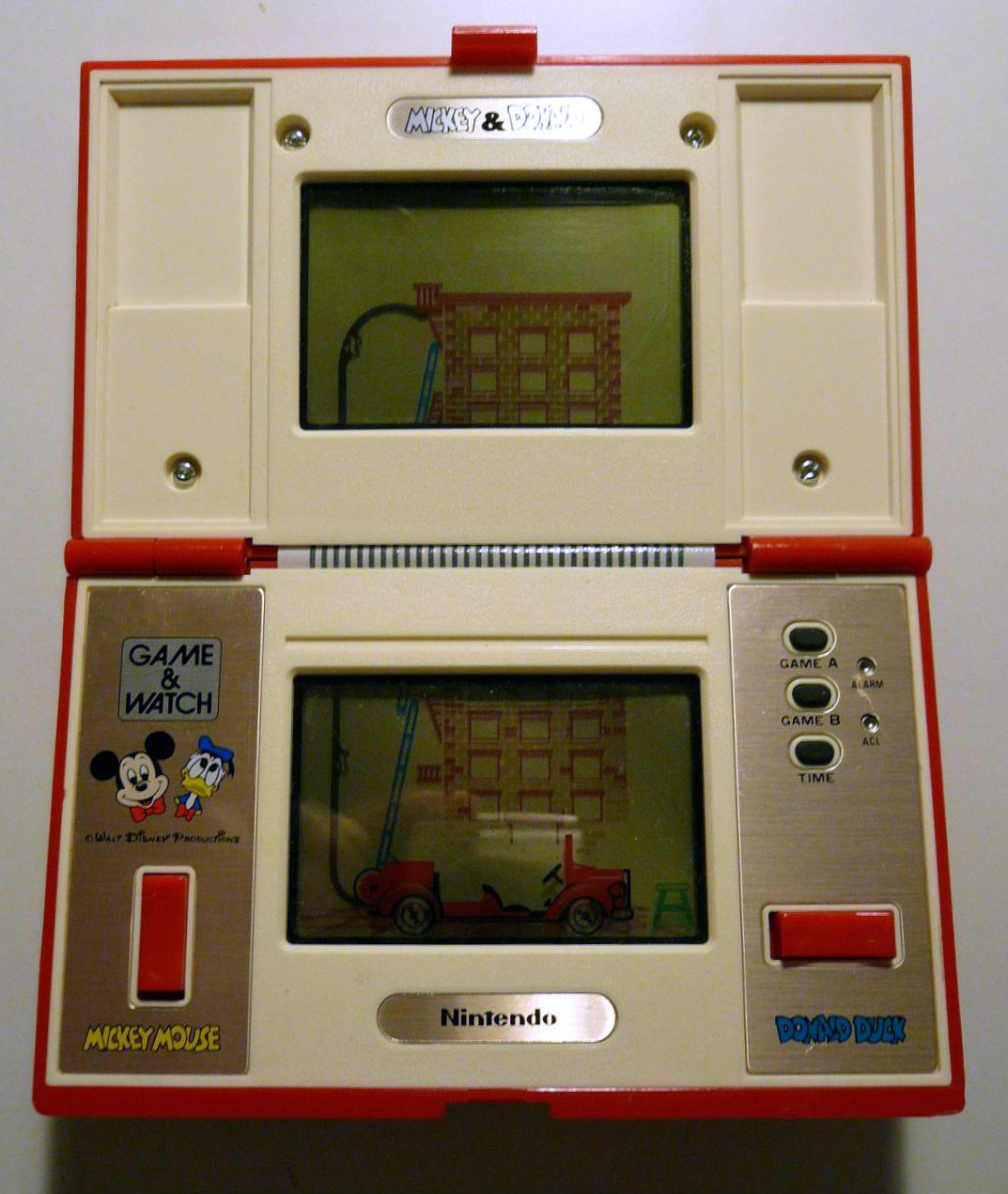
Mickey & Donald (multi screen)

Serie Multi Screen, 12 novembre 1982, DM-53; CPU Sharp SM510.

### Mickey Mouse

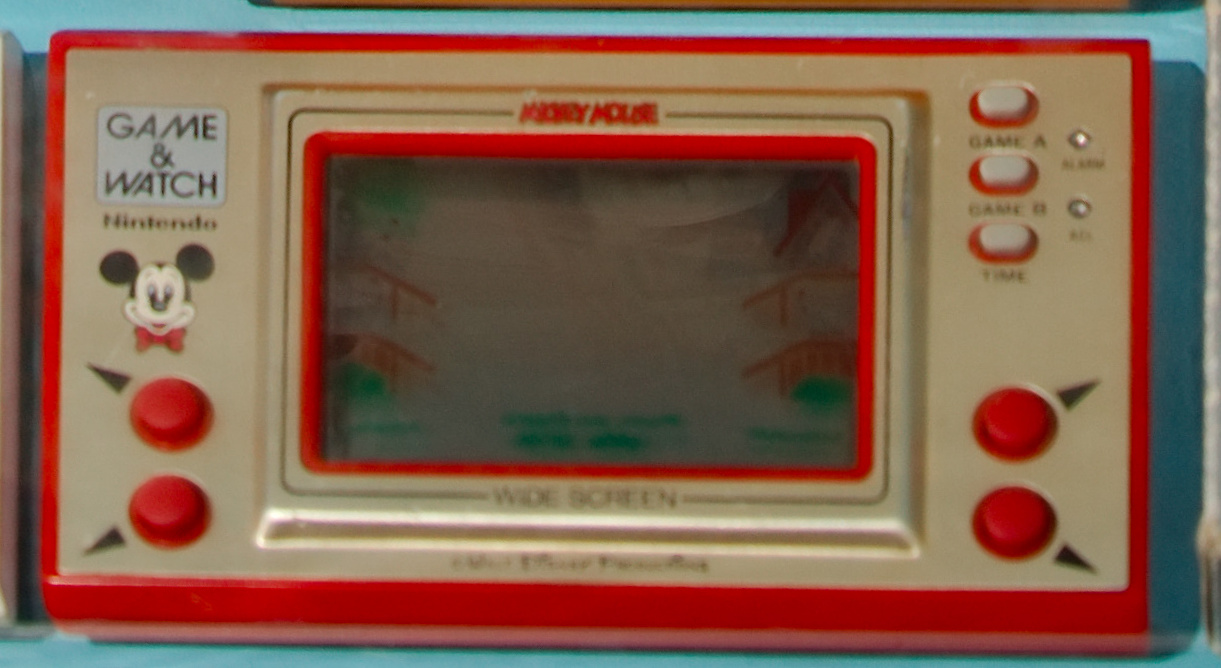
Mikey Mouse (wide screen)

Serie Wide Screen, 9 ottobre 1981, MC-25; CPU Sharp SM5A. Il giocatore controlla Topolino e deve prendere al volo le uova lasciate cadere in continuazione da quattro galline.
Il gioco è uguale ad Egg, cambia solo la grafica.

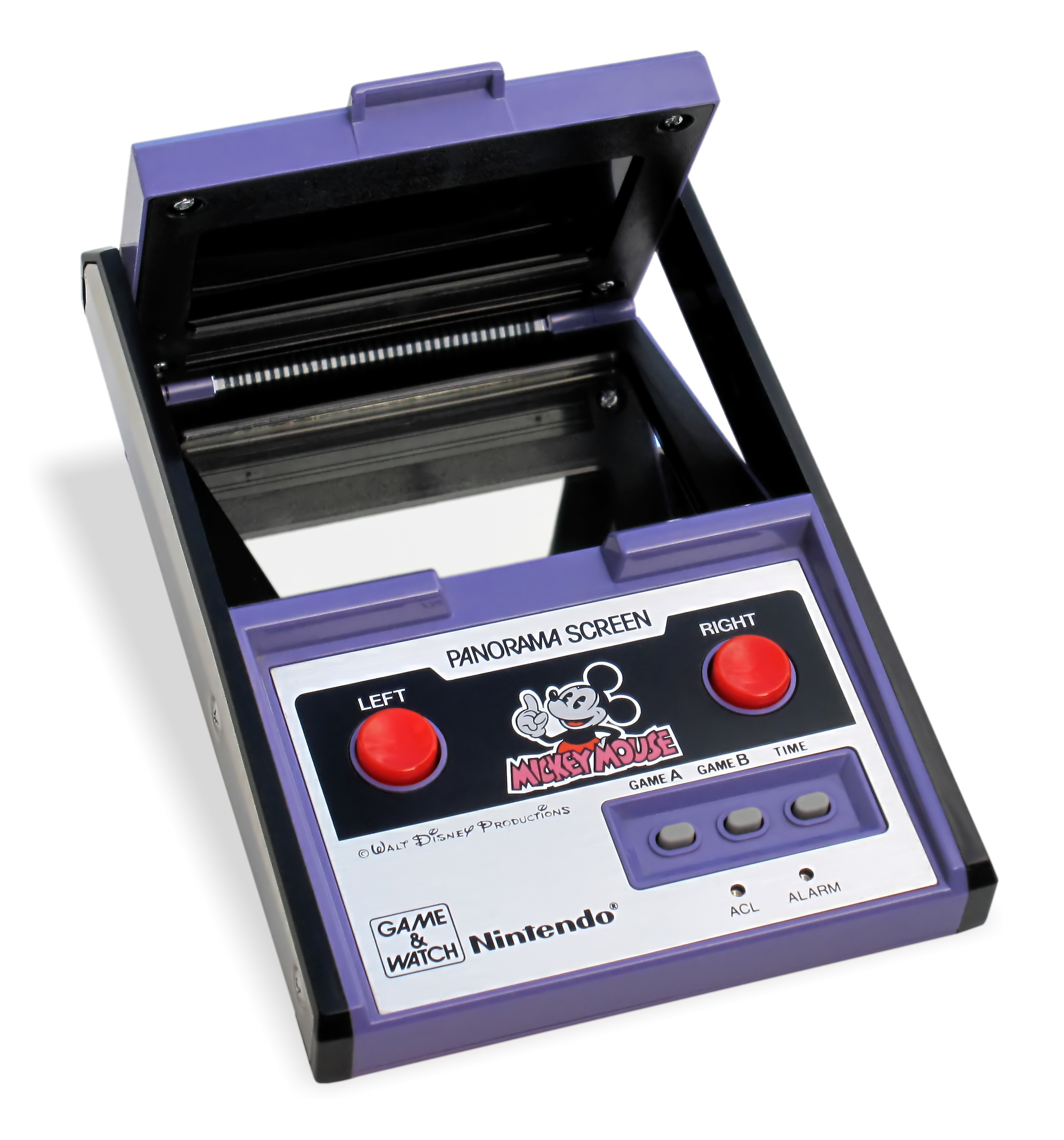
Mickey Mouse (panorama)

Serie Panorama, febbraio 1984, DC-95; CPU Sharp SM511.

## O

### Octopus

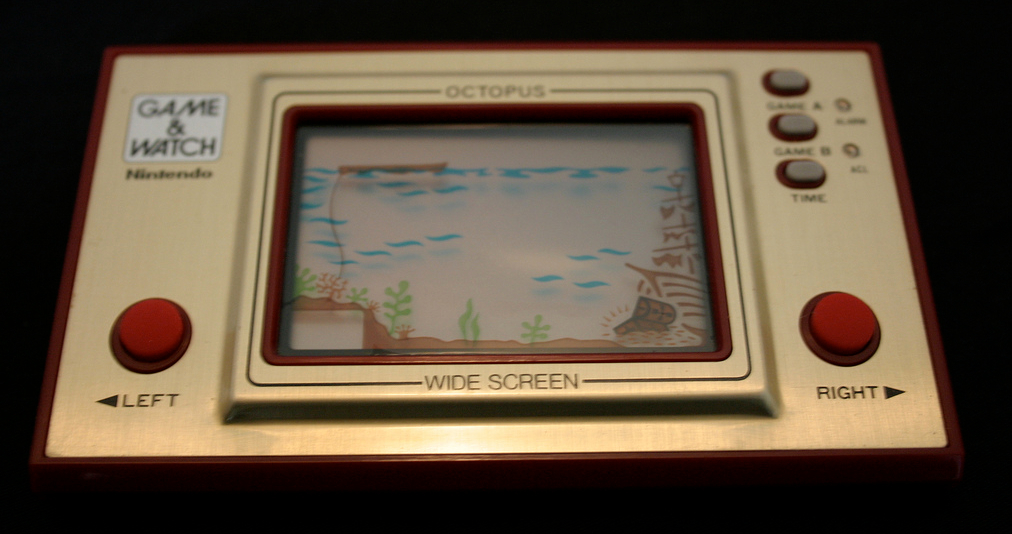
Octopus

Serie Wide Screen, 16 luglio 1981, OC-22; CPU Sharp SM5A. 
Wide Screen pubblicato il 16 luglio 1981, Octopus consiste nel prendere delle monete d'oro da un baule nei panni di un palombaro senza farsi catturare dai tentacoli di una piovra, la quale apparirà anche in Super Smash Bros. Brawl come smash finale di Mr. Game & Watch.
È stata clonata nel 1989 da Ėlektronika(USSR) col nome Тайны океана (IM-03 Tayny okeana, versione per l'esportazione: Mysteries of the Ocean).

### Oil Panic

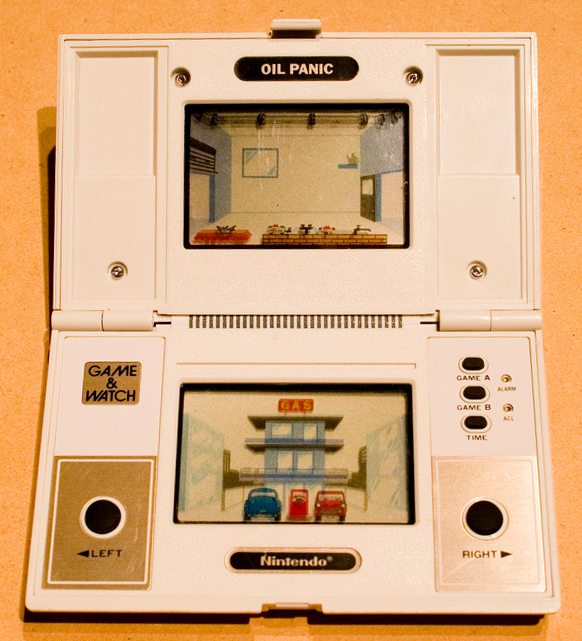
Oil Panic

Serie Multi Screen, 28 maggio 1982, OP-51; CPU Sharp SM510.

## P

### Parachute

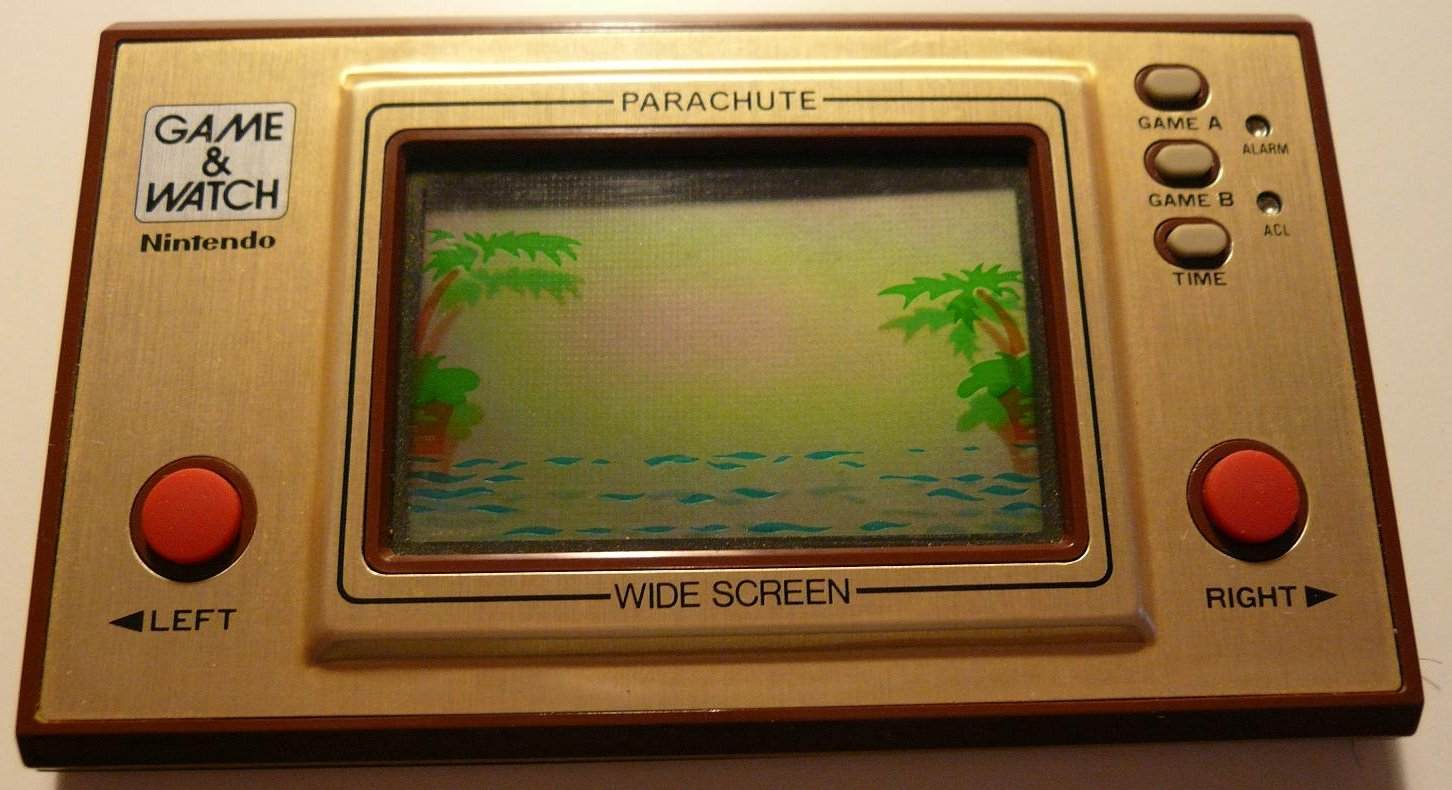
Parachute

Serie Wide Screen, 19 giugno 1981, PR-21; CPU Sharp SM5A. 
Wide Screen prodotto nel 1981. Il gameplay è molto semplice: salvare i paracadutisti provenienti da un elicottero facendoli atterrare su una barca movibile a sinistra o destra.

### Pinball

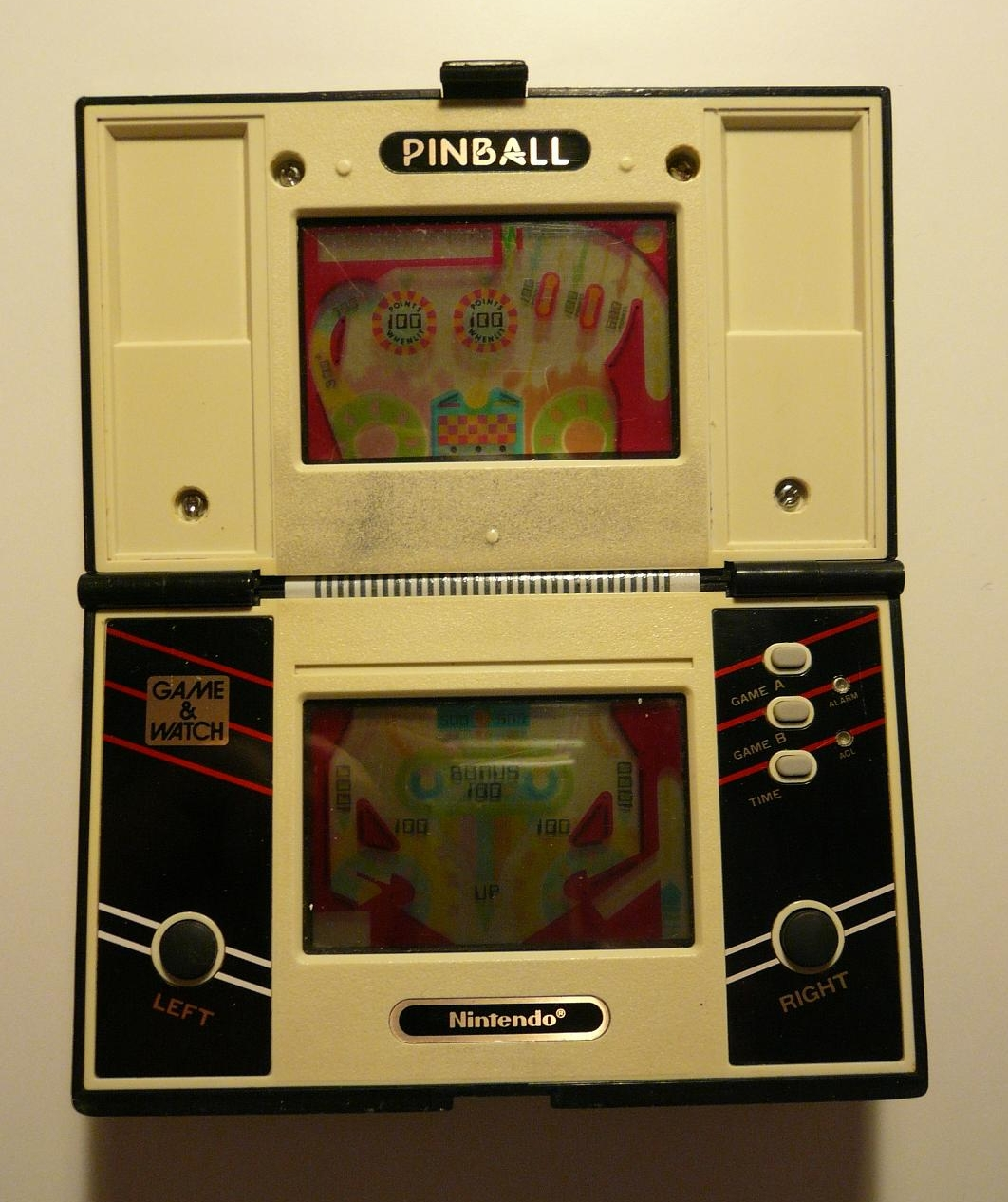
Pinball

Serie Multi Screen, 5 dicembre 1983, PB-59; CPU Sharp SM511. 
Nel gioco sono presenti due palette nello schermo superiore e due palette nello schermo inferiore tutte comandate dal giocatore. Ci sono altri oggetti tipici del flipper come respingenti, bumper, corsie, plunger e altro. Il compositore della musica del gioco è Hirokazu Tanaka.

### Popeye

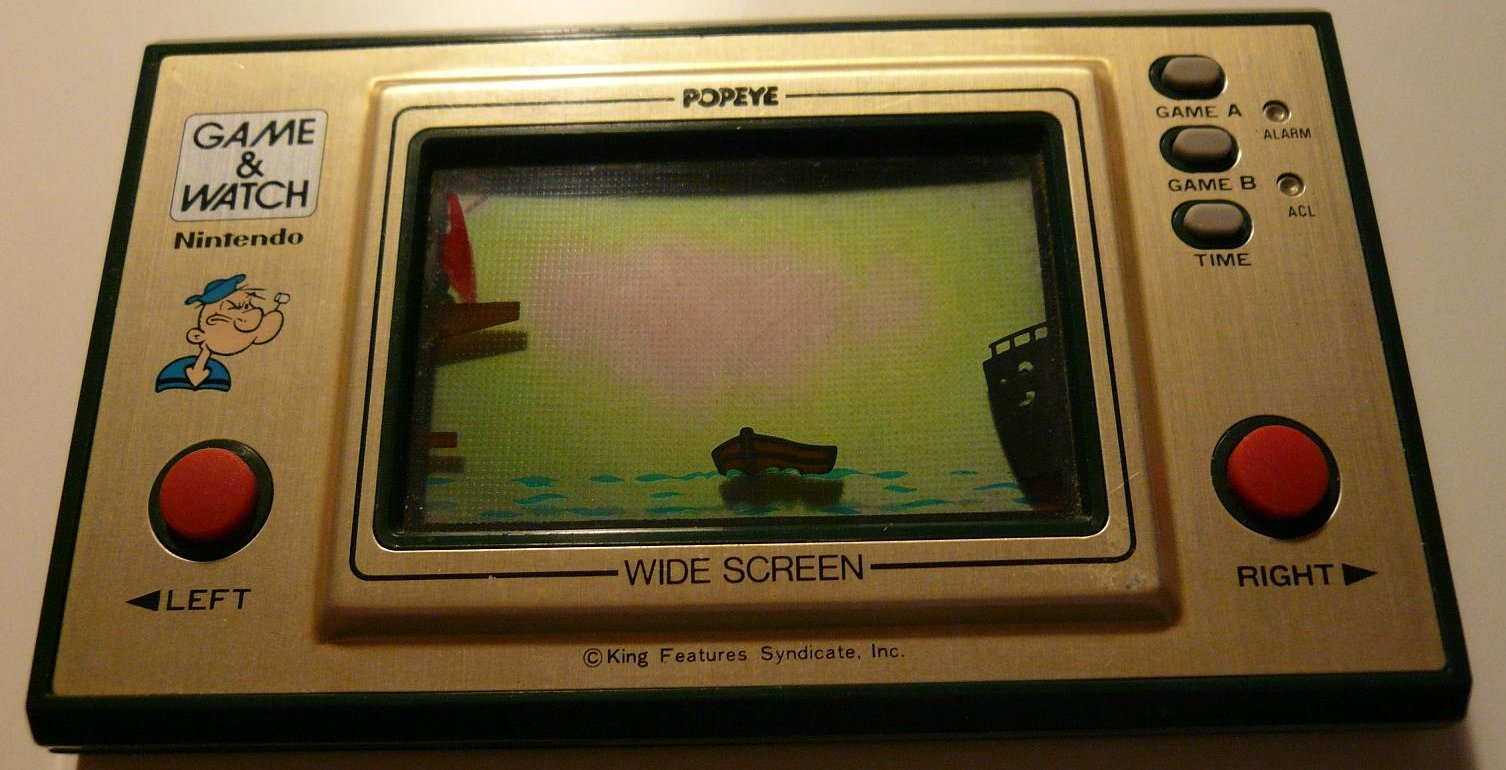
Popeye

Serie Wide Screen, 5 agosto 1981, PP-23; CPU Sharp SM5A.

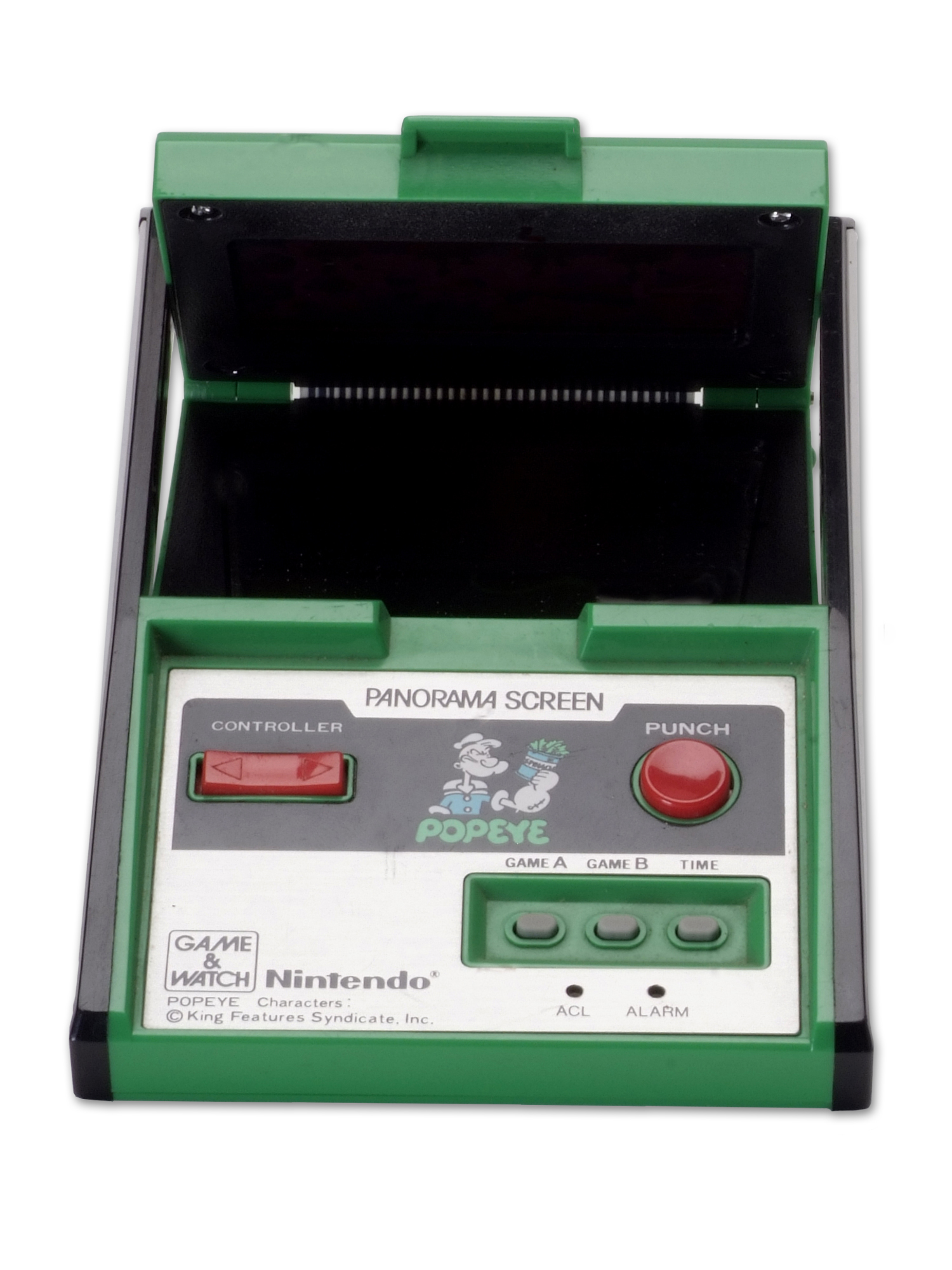
Popeye (panorama)

Serie Panorama, 30 agosto 1983, PG-92; CPU Sharp SM5A.

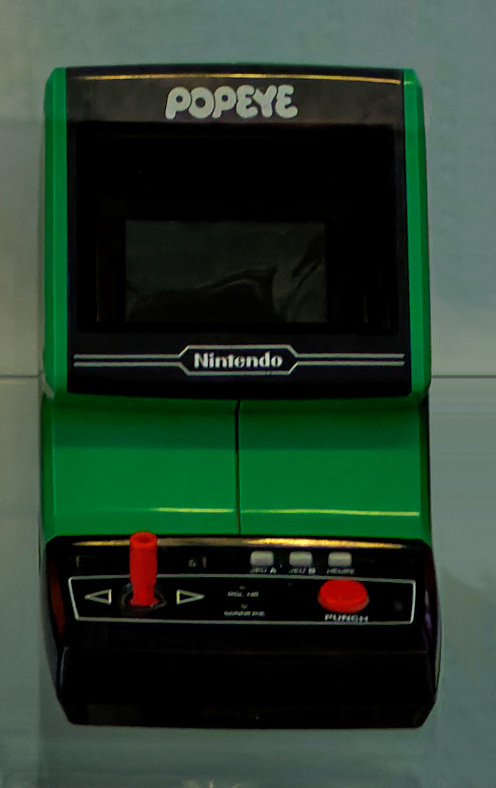
Popeye (table top)

Serie Tabletop, Multi Screen, agosto 1983, PG-74; CPU Sharp SM5A.

### Punch Out!!
Vedi Boxing

## R

### Rain Shower

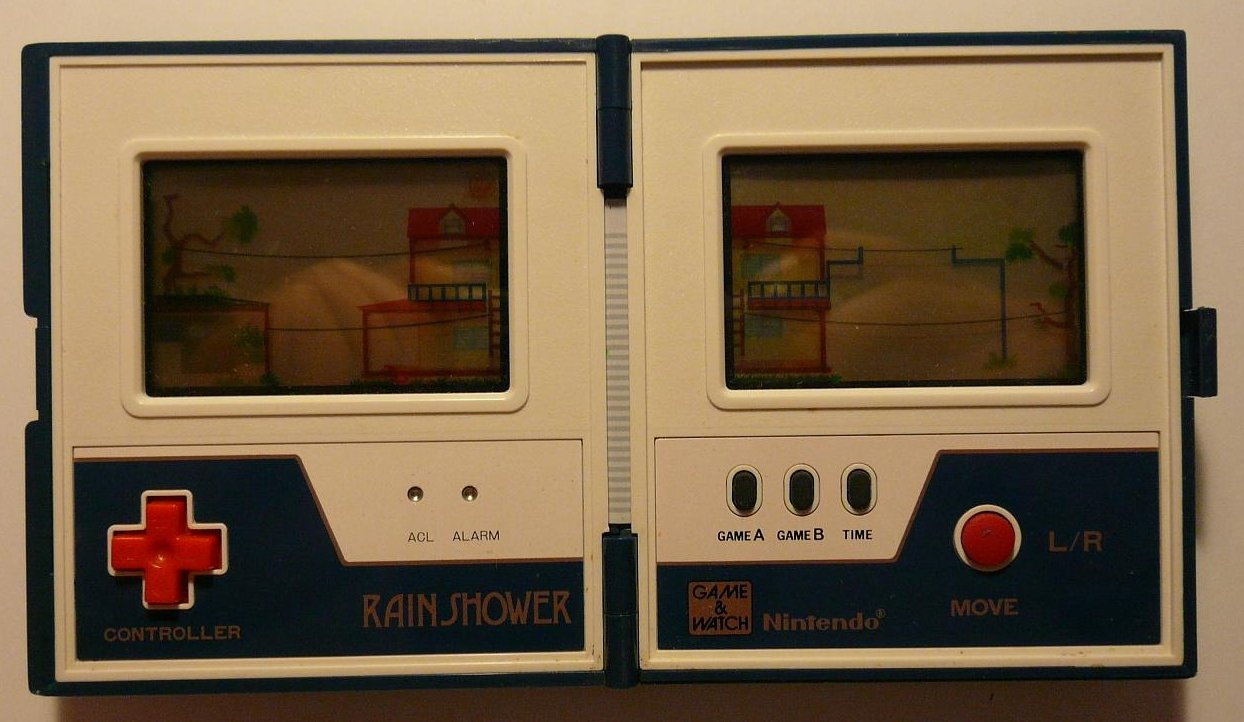
Rain Shower

Serie Multi Screen, agosto 1981, LP-57; CPU Sharp SM510.

## S

### Safebuster

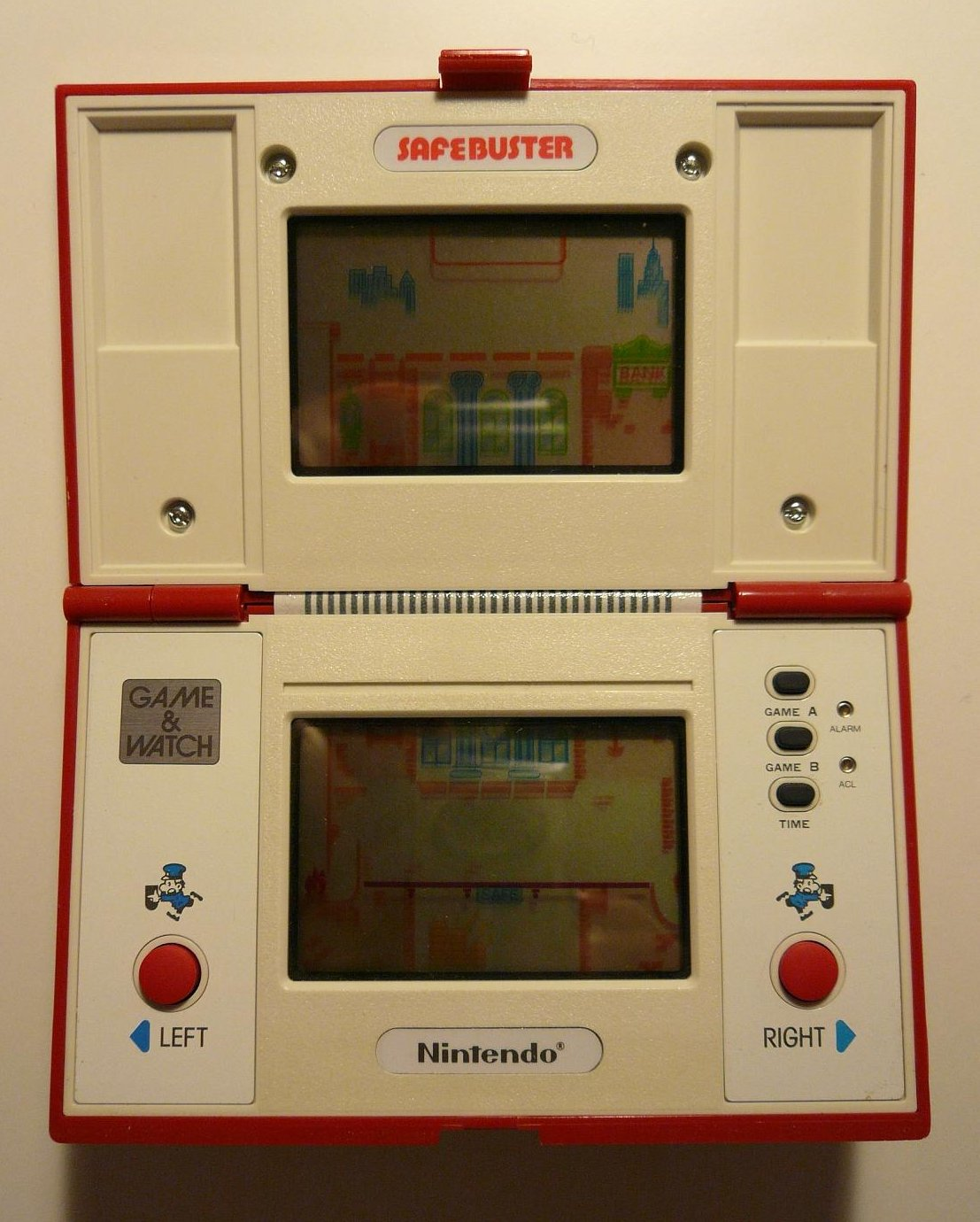
Safebuster

Serie Multi Screen, gennaio 1988, JB-63; CPU Sharp SM511.

### Snoopy

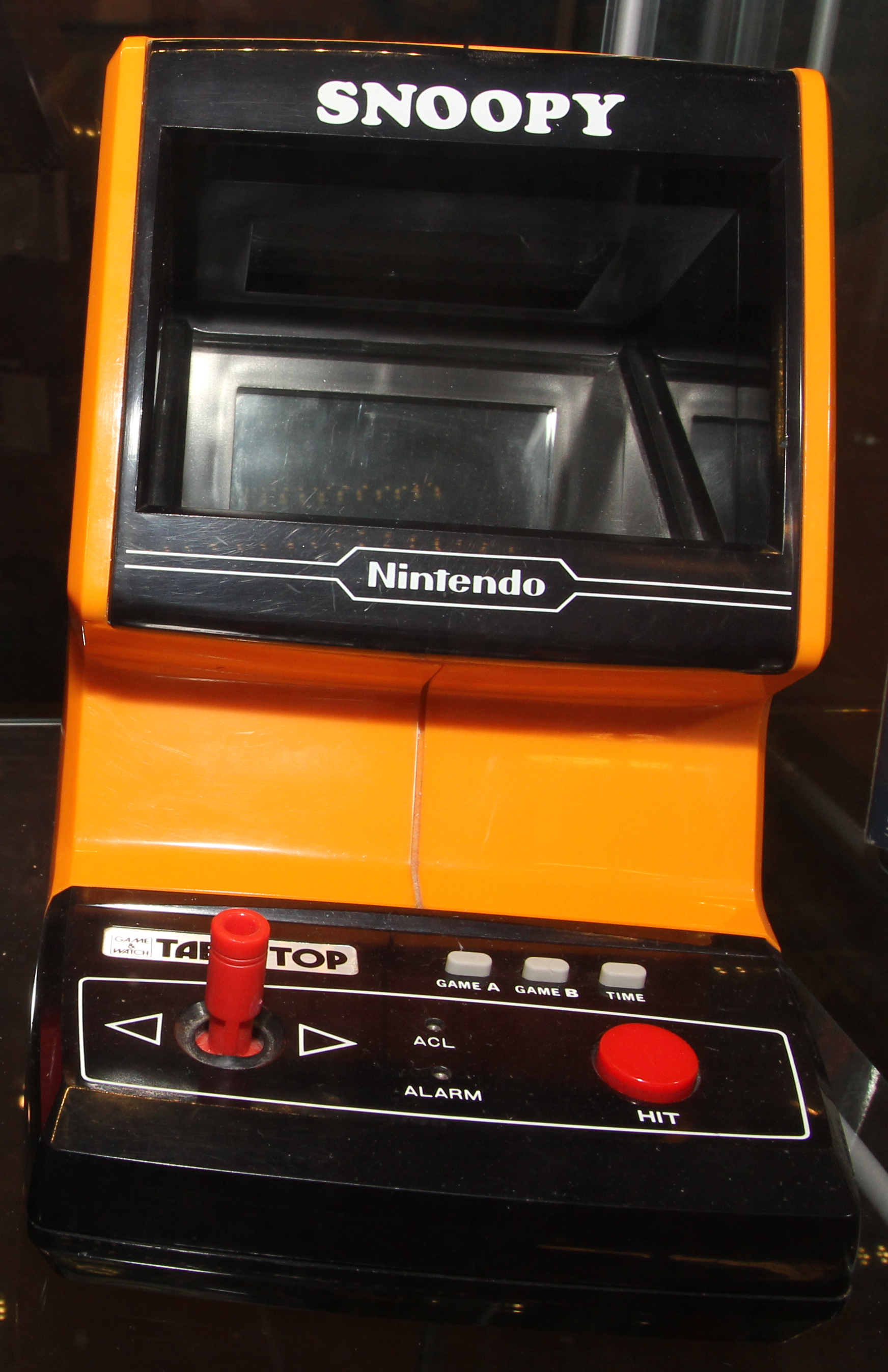
Snoopy - Tabletop

Serie Tabletop, 5 giugno 1983, SM-73; ; CPU Sharp SM511.

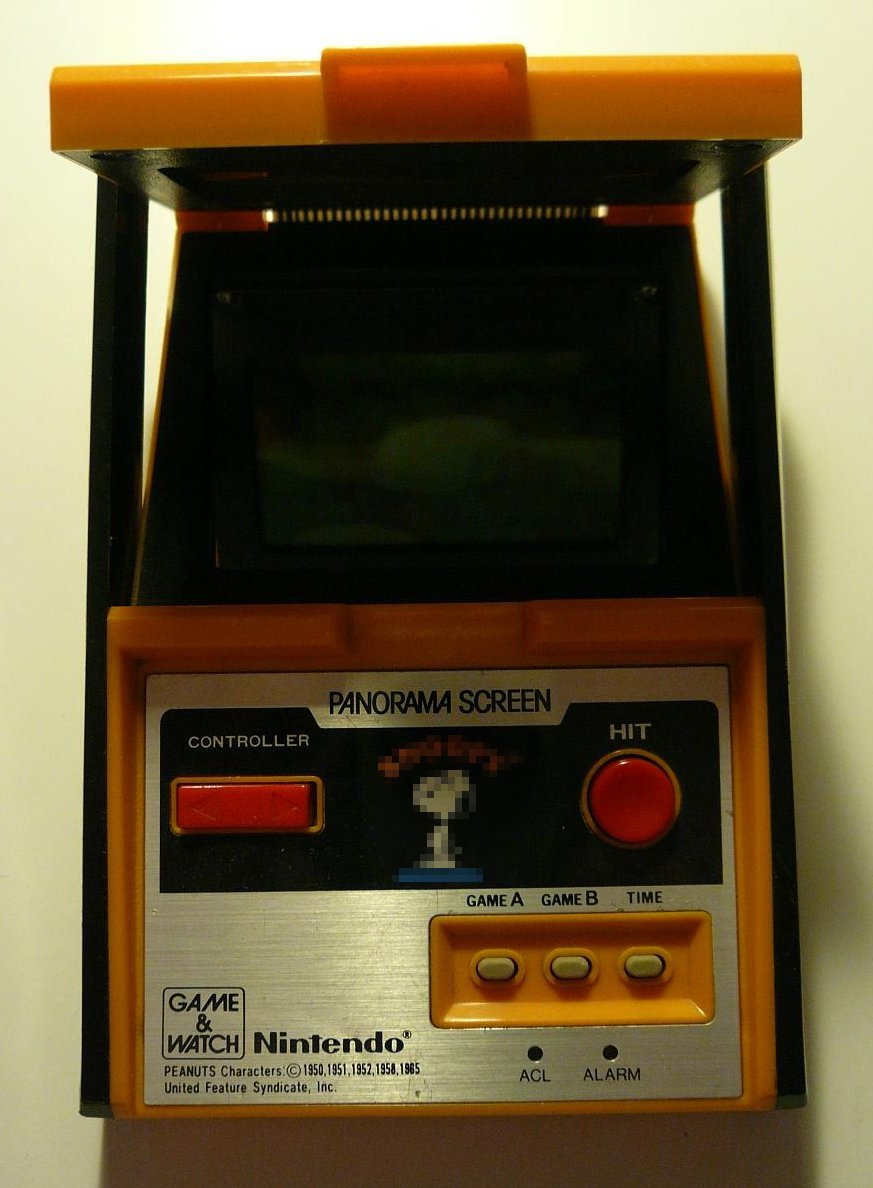
Snoopy

Serie Panorama, 30 agosto 1983, SM-91; CPU Sharp SM511.
Adattato dallo Snoopy da tavolo a questa versione con ampio schermo a colori, ha la stessa ambientazione: Snoopy deve evitare che le note che escono dal pianoforte di Schroeder volino fino a Woodstock disturbandogli il sonno. Snoopy saltella su alcune piattaforme per respingere le note a martellate, ma può farlo solo se la piattaforma e la nota sono dello stesso colore.

### Snoopy Tennis

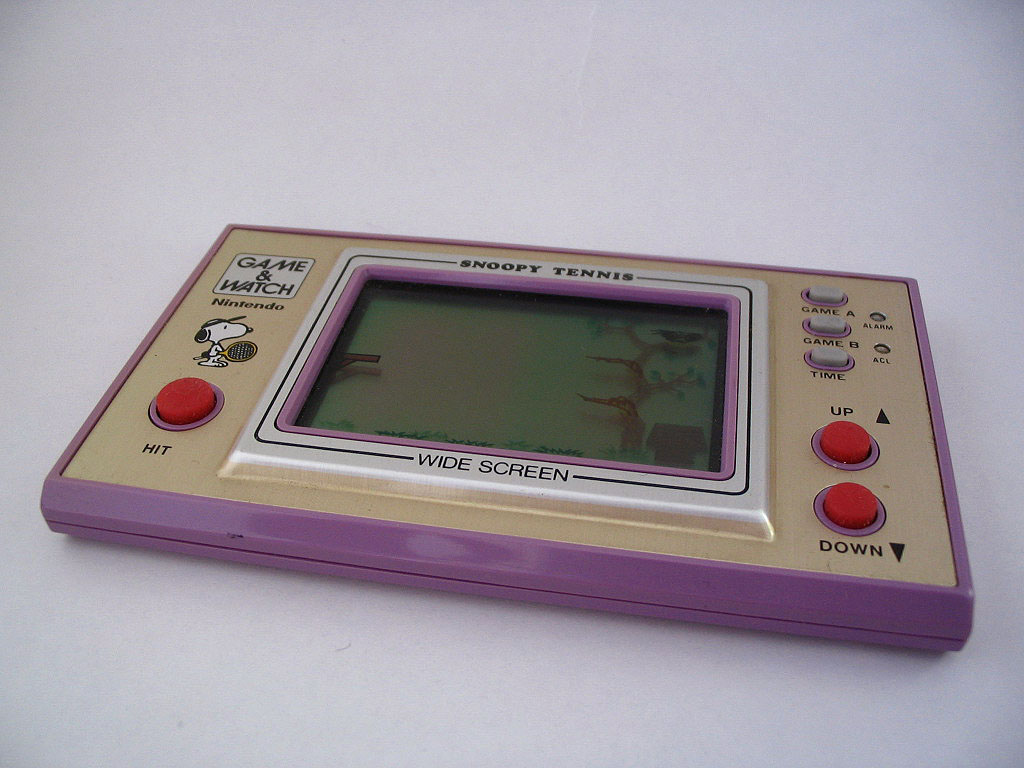
Snoopy Tennis (SP-30)

Serie Wide Screen, 28 aprile 1982, SP-30; CPU Sharp SM510. 
Snoopy Tennis è un Game & Watch prodotto nel 1982, basato sul fumetto Peanuts di Charles M. Schulz.

### Spitball Sparky

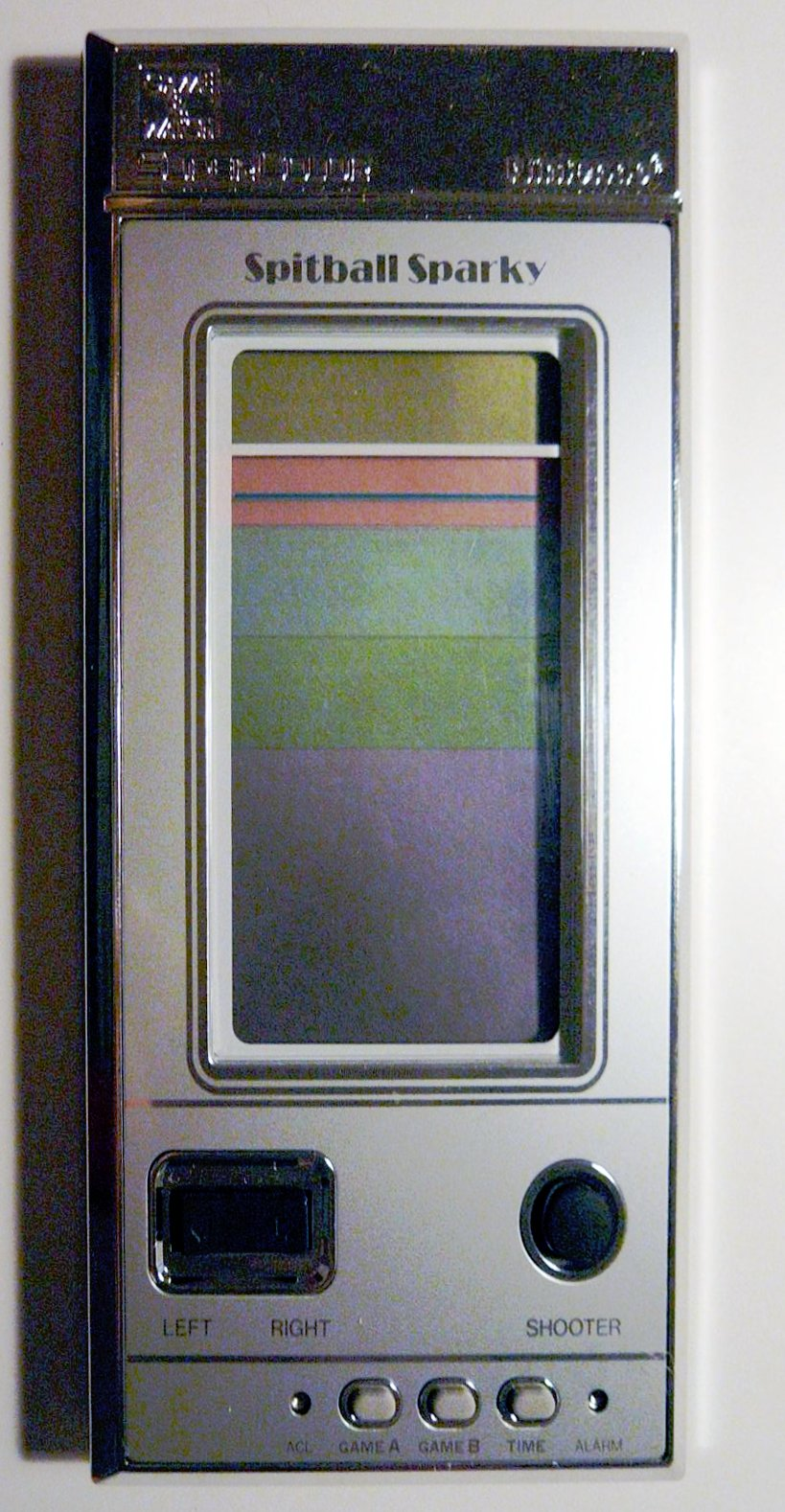
Spitball Sparky

Serie SuperColor, 7 febbraio 1984, BU-201; CPU Sharp SM510. 
Insieme a Crab Grab, è stato immesso in commercio nel gennaio 1984. Lo scopo principale del gioco è quello di rompere dei blocchi grazie alle abilità di Spitball Sparky, una strana creatura capace di emettere aria dal naso, che in questo gioco ha sostituito Mr. Game & Watch.

### Squish

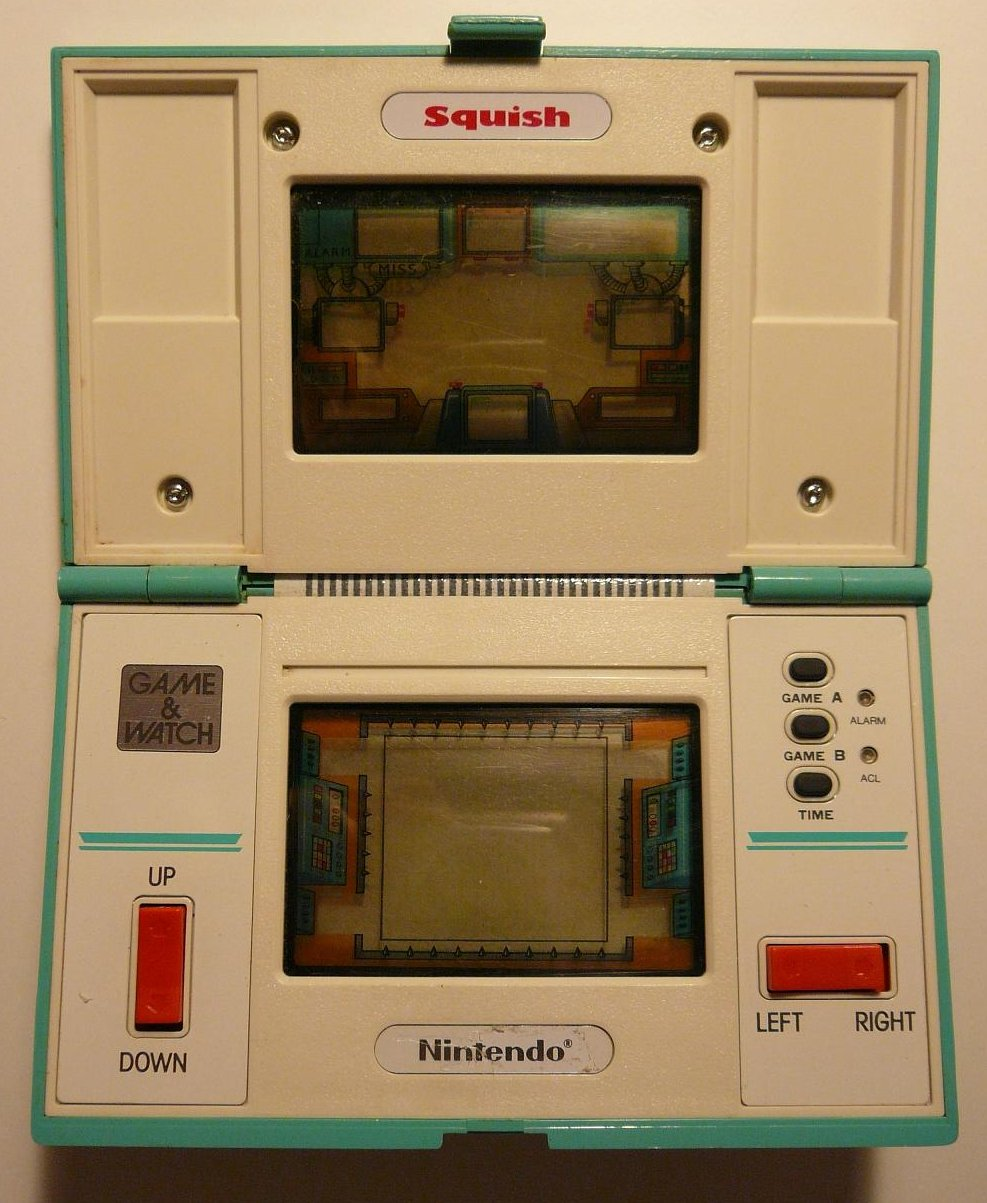
Squish

Serie Multi Screen, aprile 1986, MG-61; CPU Sharp SM510.

### Super Mario Bros.

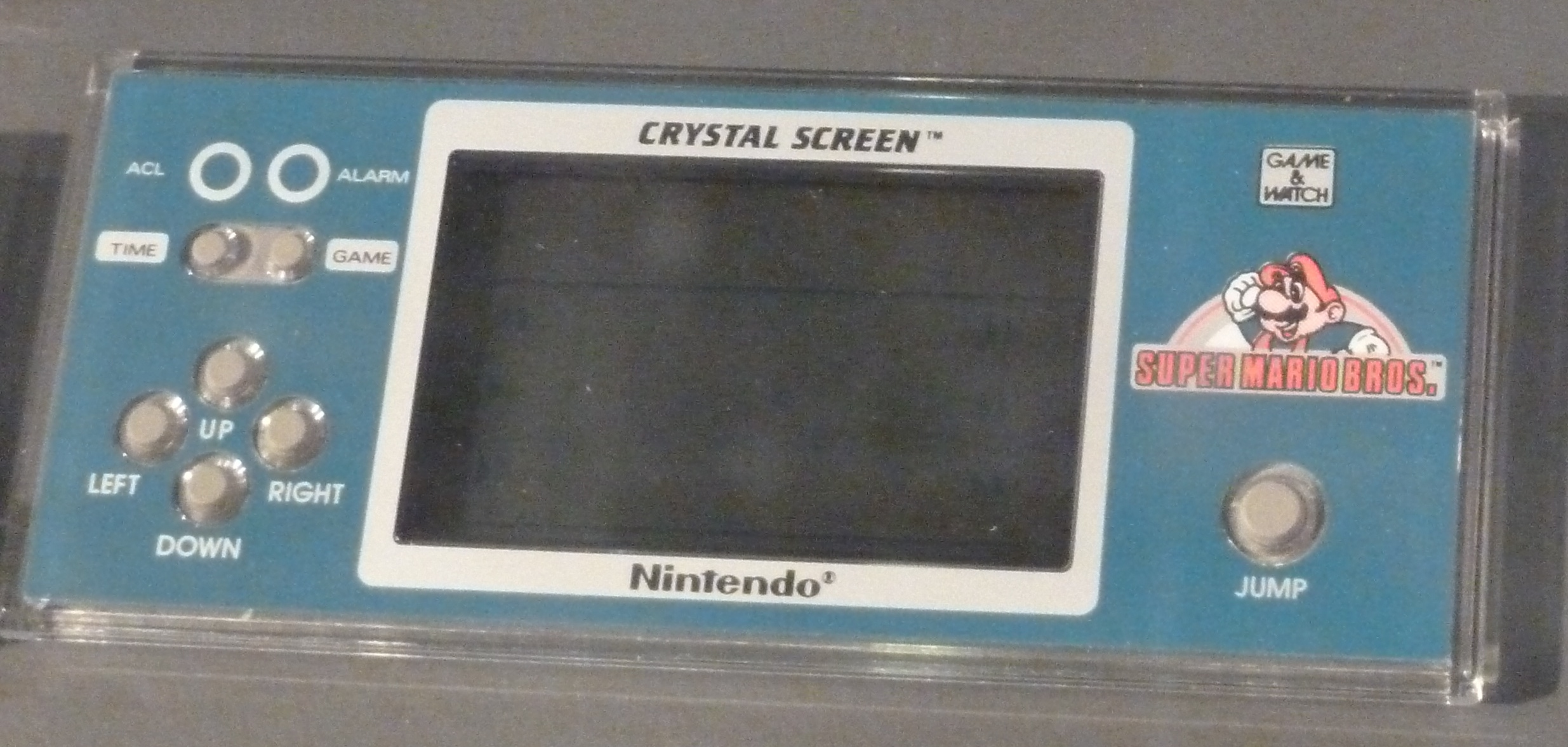
Super Mario Bros.

Serie Crystal Screen, giugno 1986, YM-801; CPU Sharp SM511.

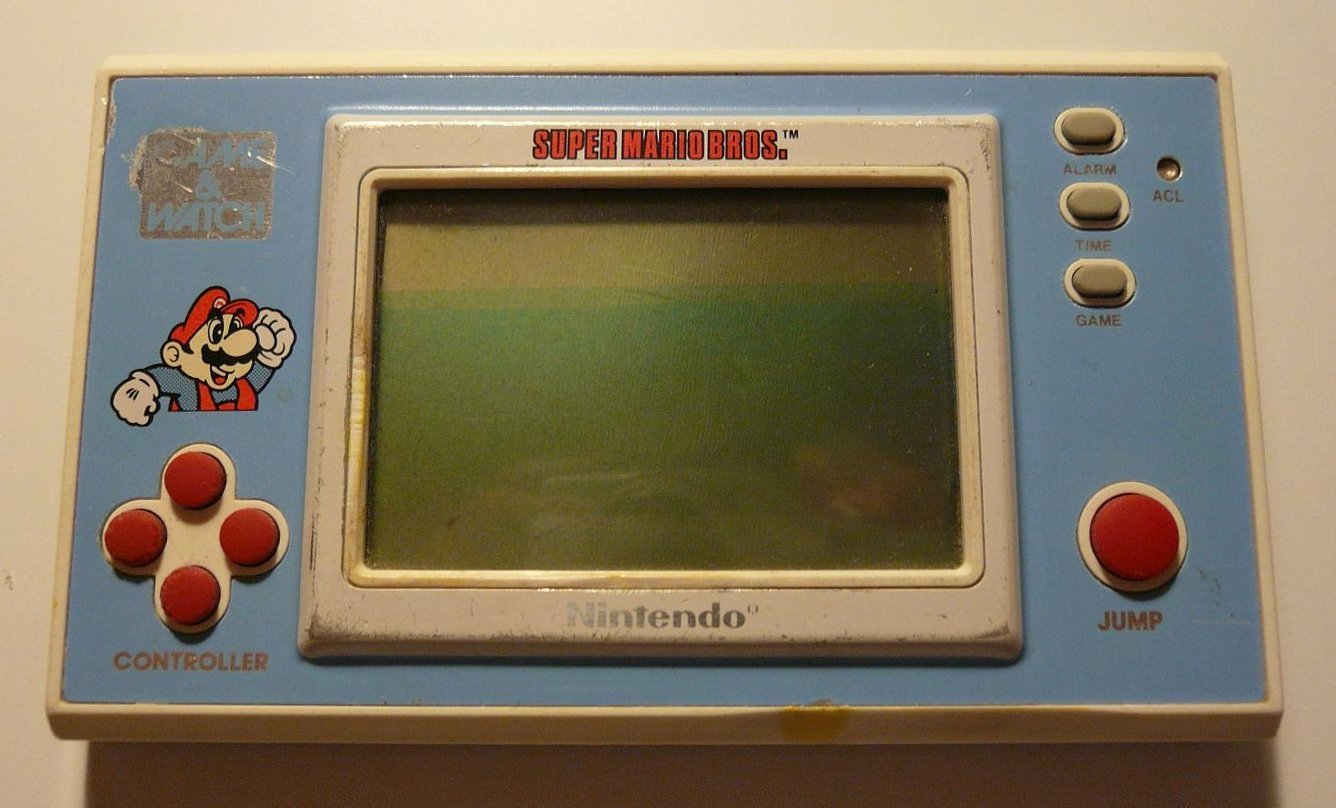
Super Mario Bros.

Serie New Wide Screen, marzo 1988, YM-105; CPU Sharp SM511.

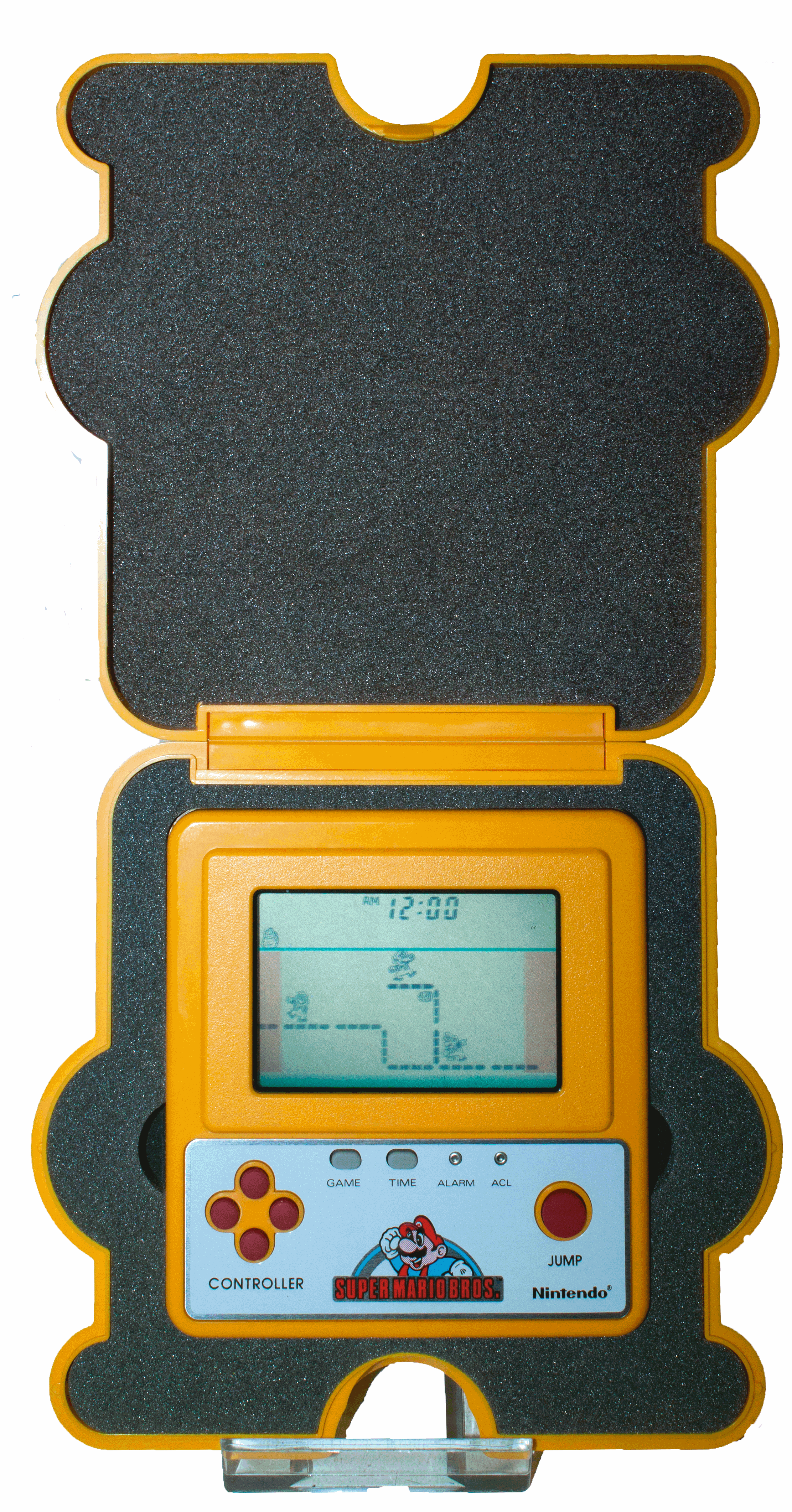
Super Mario Bros.

Serie Special?, 1987, YM-901-S; CPU Sharp SM511. 
Sono stati prodotti diecimila esemplari mai commercializzati, appositamente per il torneo Famicons F-1 Grand Prix. Il dispositivo è di colore giallo contenuto in un'apposita scatola di plastica anch'essa gialla.
13 Novembre 2020, SM-35.

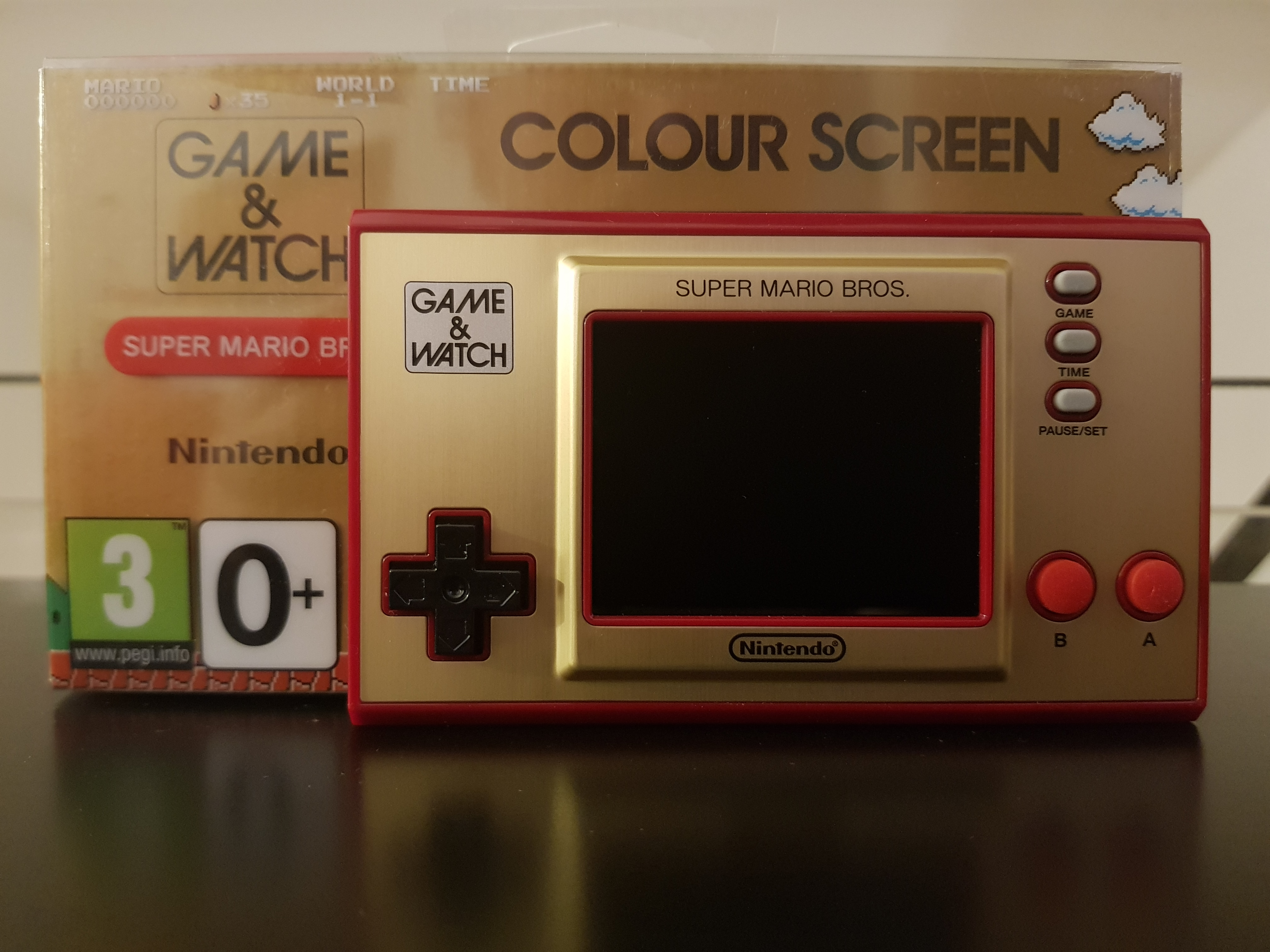
Super Mario Bros. 35º anniversario

Prodotto nel 2020 per festeggiarne il 35º anniversario. Schermo a colori con pixel e presa USB.
Programmi inclusi:
- Super Mario Bros. (versione del NES)
- Super Mario Bros.: The Lost Levels (versione del NES)
- Ball (impersonato da Mario)
- Orologio digitale

## T

### Tetris Jr.
Serie Multi Screen, TR-66; esistono prototipi mai commercializzati.

### Tropical Fish

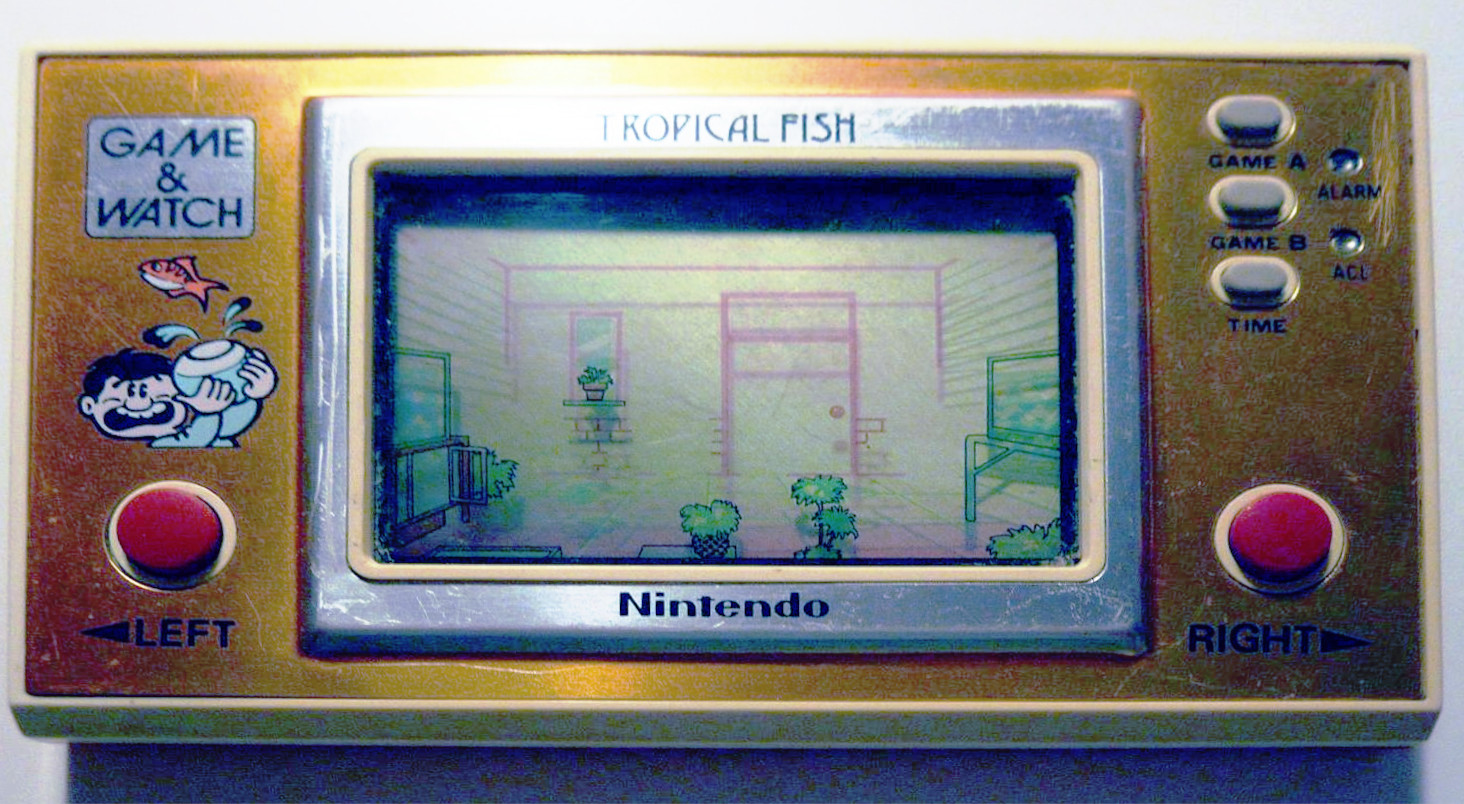
Tropical Fish

Serie New Wide Screen, luglio 1985, TF-104; CPU Sharp SM510.

### Turtle Bridge

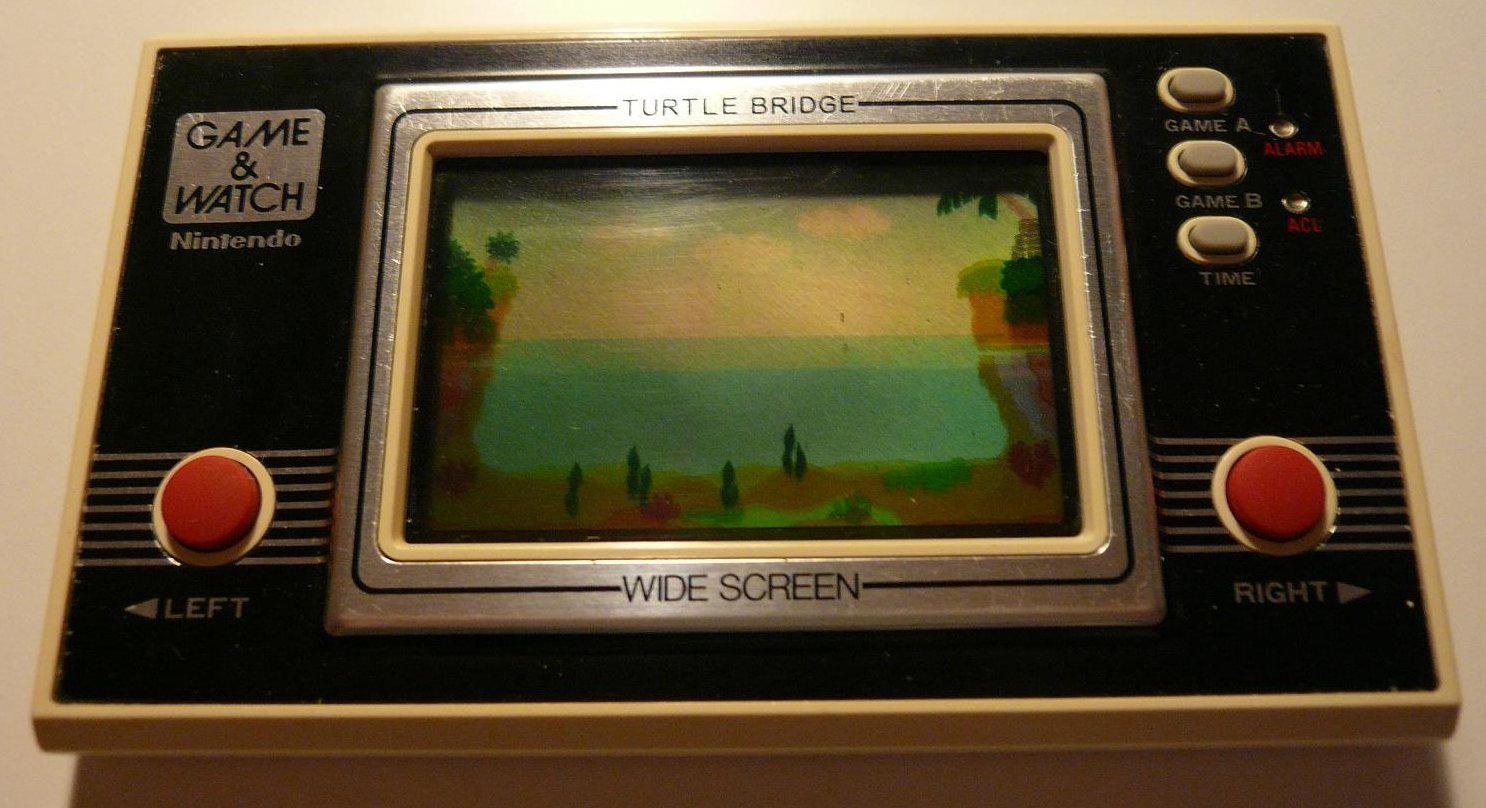
Turtle Bridge

Serie Wide Screen, 1º febbraio 1982, TL-28; CPU Sharp SM510. 
Il Turtle Bridge è una console creata da Nintendo, ed è della serie Wide Screen. Il gioco consiste nel camminare su delle tartarughe e raggiungere l'altra sponda della riva diverse volte, però bisogna fare attenzione perché queste ultime si muoveranno sul fondo quando vedranno passare il pesce che si aggira al disotto di esse. Il suo nome deriva dal fatto che le tartarughe costituiscono un ponte immaginario per raggiungere le due sponde

## V

### Vermin

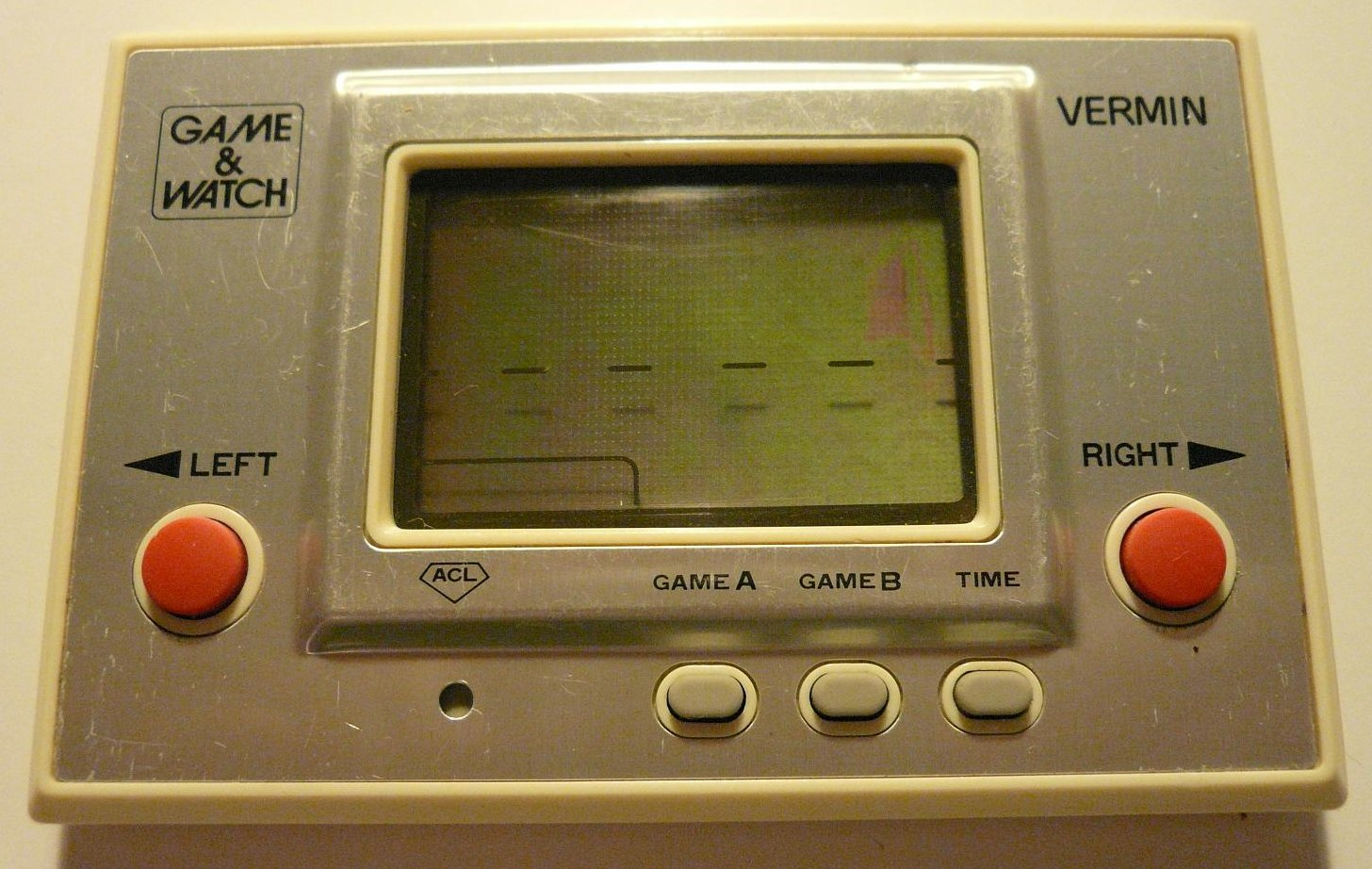
Vermin

Serie Silver, 10 luglio 1980, MT-03; CPU Sharp SM5A. 
Vermin è il terzo titolo della serie Game & Watch, commercializzato da Nintendo nel 1980, era una simulazione del popolare acchiappa la talpa.
Negli USA è stata distribuita col nome The Exterminator da Mego nella serie Time-Out.

## Z

### Zelda

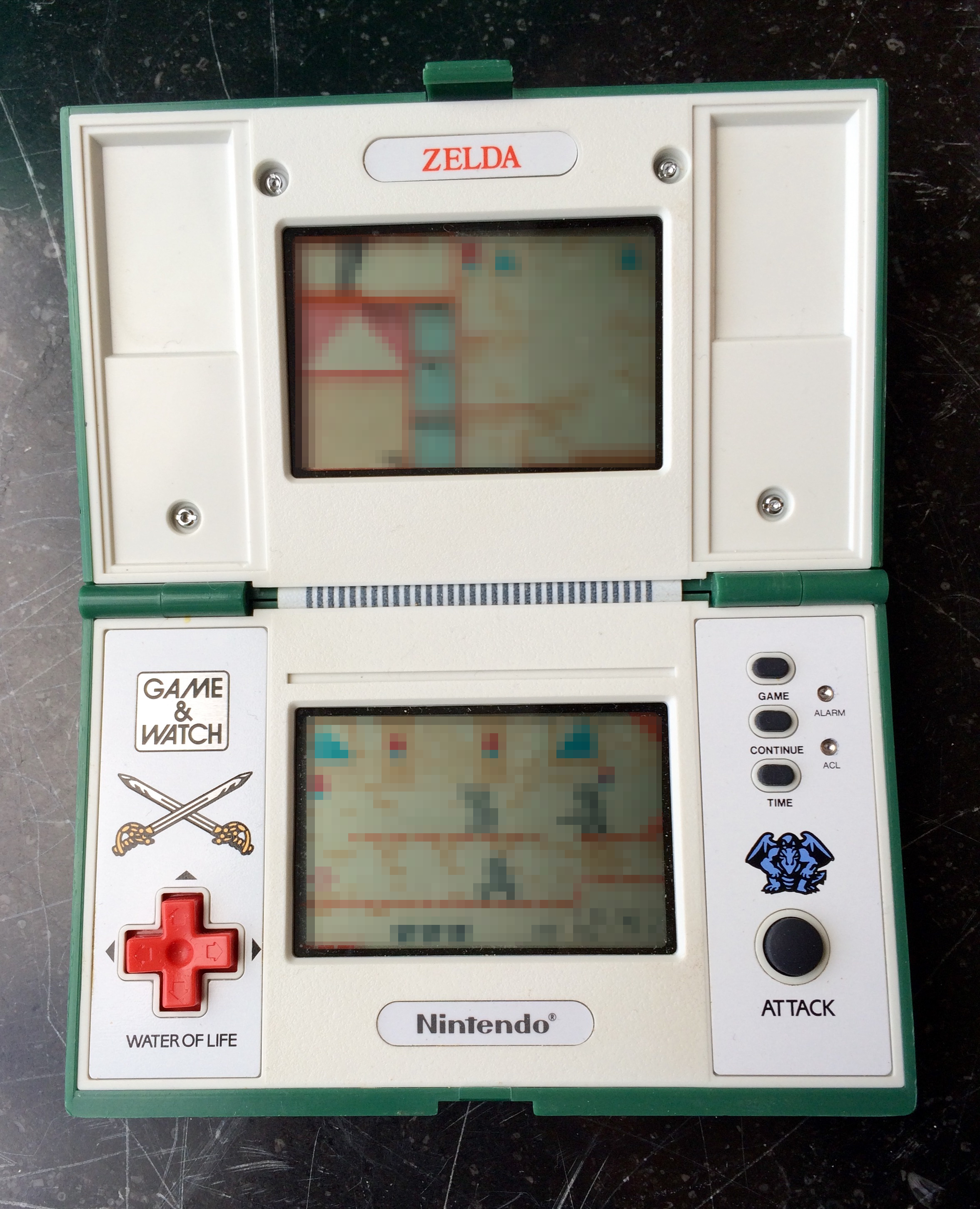
Zelda

Serie Multi Screen, agosto 1989, ZL-65; CPU Sharp SM512. 
Multi Screen prodotto da Nintendo nell'agosto 1989, è un adattamento portatile dei giochi The Legend of Zelda e Zelda II: The Adventure of Link, il protagonista è sempre Link, ma il boss finale è un drago e non il rivale principale della serie: Ganon.

### The Legend of Zelda

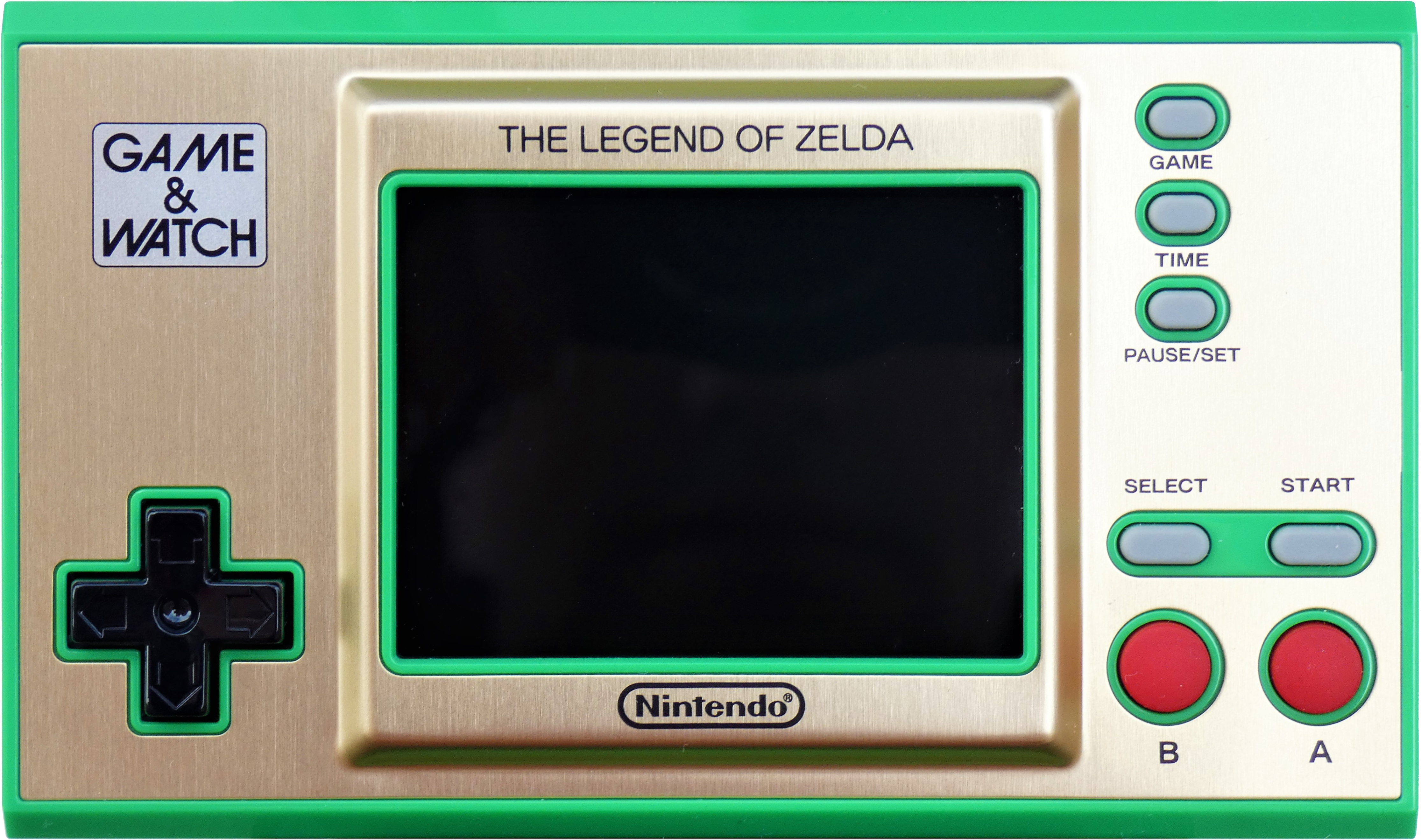
The Legend of Zelda

Prodotto nel 2021 per festeggiare il 35º anniversario di The Legend of Zelda. Schermo a colori con pixel e presa USB.
Programmi inclusi:
- The Legend of Zelda
- Zelda II: The Adventure of Link
- The Legend of Zelda: Link's Awakening
- Vermin (Versione Zelda)
- Orologio digitale
- Timer